# Singapur
Singapur, oficialmente conocida como República de Singapur, es una ciudad-Estado y país insular, situada en el corazón marítimo del Sudeste asiático. Enclavada entre el estrecho de Malaca, el estrecho de Singapur, el mar de la China Meridional y el estrecho de Johor, tiene una posición geográfica estratégica que ha influido significativamente en la historia de la región. El territorio del país comprende una isla principal y 63 islas e islotes satélites y una periférica. Sus proyectos de tierras ganadas al mar han aumentado la superficie combinada en aproximadamente un 25 % desde la independencia del país.
Singapur es una sociedad multicultural con una densidad de población que ocupa el tercer puesto mundial. Sin embargo, ha conseguido mantener amplios espacios verdes y recreativos gracias a su cuidadoso planeamiento urbanístico. La diversidad lingüística del país se refleja en sus lenguas oficiales: inglés, malayo, mandarín y tamil, con el inglés como lengua franca. El multirracialismo está profundamente arraigado en la constitución de Singapur y desempeña un papel importante en la configuración de las políticas nacionales de educación, vivienda y política.
La historia de Singapur es rica y antigua, se remonta a más de ochocientos años. Como emporio marítimo conocido como Temasek (‘ciudad en el mar’), fue protagonista de varios imperios talasocráticos. Su era moderna comenzó en 1819, cuando Stamford Raffles la estableció como puesto comercial para el Imperio británico. Tras formar parte de las colonias del Estrecho, Singapur obtuvo el autogobierno en 1959 y pasó a formar parte de la Federación malaya en 1963. Sin embargo, diferencias ideológicas provocaron la expulsión de Singapur de la federación en 1965, y surgió como país soberano independiente.
A pesar de sus dificultades, como la falta de recursos naturales y de un territorio interior, Singapur se ha transformado en uno de los cuatro tigres asiáticos. Su rápido desarrollo se basa en el comercio internacional y la globalización económica, con un fuerte énfasis en el libre comercio, la industrialización orientada a la exportación y la acumulación de inversiones extranjeras directas, reservas y activos. Como resultado, Singapur tiene el PIB per cápita (PPA) más alto del mundo y está considerado un paraíso fiscal, con una calificación crediticia soberana AAA otorgada por las principales agencias de calificación.
Singapur, es uno de los principales centros aeronáuticos, financieros y de transporte marítimo, se clasifica sistemáticamente como una de las ciudades más caras para vivir para expatriados y trabajadores extranjeros. Sin embargo, también ocupa un lugar destacado en indicadores sociales clave como: educación, sanidad, calidad de vida, seguridad humana, infraestructuras y vivienda. Con una tasa de propiedad de la vivienda del 88 %, los singapurenses disfrutan de una de las esperanzas de vida más largas, las velocidades de conexión a Internet más rápidas, las tasas de mortalidad infantil más bajas y los niveles de corrupción más bajos del mundo.
Gobernado por el Partido de Acción Popular (PAP) desde que alcanzó la plena autonomía interna en 1959, Singapur funciona como una república parlamentaria unitaria con un sistema de Westminster de gobierno parlamentario unicameral. Aunque el país es una democracia multipartidista con elecciones libres, el PAP ejerce un importante control y dominio sobre la política y la sociedad. Singapur también es miembro de varias organizaciones internacionales, como la ASEAN, las Naciones Unidas, la Organización Mundial del Comercio, la Cumbre de Asia Oriental, el Movimiento de Países No Alineados y la Mancomunidad de Naciones. Como sede de la Secretaría de Cooperación Económica Asia-Pacífico y de la Secretaría del Consejo de Cooperación Económica del Pacífico, acoge numerosas conferencias y eventos internacionales, lo que consolida aún más su papel como actor regional y mundial.

## Etimología
El nombre español de Singapur deriva de la palabra en idioma malayo Singapura (en sánscrito: siṅhapūra, literalmente «ciudad de los leones», siendo siṃha «león» y -pūra «ciudad»), heredando la referencia a la ciudad a nivel nacional como Ciudad León. Los leones probablemente nunca vivieron aquí; la bestia que fue vista por Sang Nila Utama —quien fundó y dio nombre a la antigua Singapur― tenía más similitud a un tigre.
Pulau Ujong fue una de las primeras referencias a la isla de Singapur, que corresponde a un relato chino del siglo III que se refiere a un lugar como Pú Luó Zhōng (chino:蒲 羅 中), una transcripción del malayo para 'isla al final de una península'. Se encuentran referencias tempranas al nombre Temasek Nagarakretagama, un panegírico javanés escrito en 1365, y en una vietnamita de la misma época. El nombre posiblemente significa "ciudad del mar", derivado del malayo tasek, que significa "mar" o "lago". El viajero chino Wang Dayuan visitó un lugar alrededor de 1330 llamado Danmaxi (chino:淡馬錫;pinyin: Dànmǎxí ;Wade–Giles: Tan Ma Hsi) oTam ma siak, según la pronunciación; esto podría ser una transcripción de Temasek, o bien, una combinación del malayo Tanah, que significa "tierra", y el chino xi, que significa "estaño", que se comerciaba en la isla.
Bajo la ocupación japonesa, Singapur pasó a llamarse Syonan (en japonés: 昭南; Shōnan), que significa «Luz del Sur». A Singapur se le conoce a veces con el sobrenombre de «Ciudad Jardín», en referencia a sus parques y calles arboladas. Otro nombre, el «pequeño punto rojo», fue adoptado después de que el presidente de Indonesia B. J. Habibie desestimó Singapur al referirse a él como un punto rojo en un mapa.

## Historia

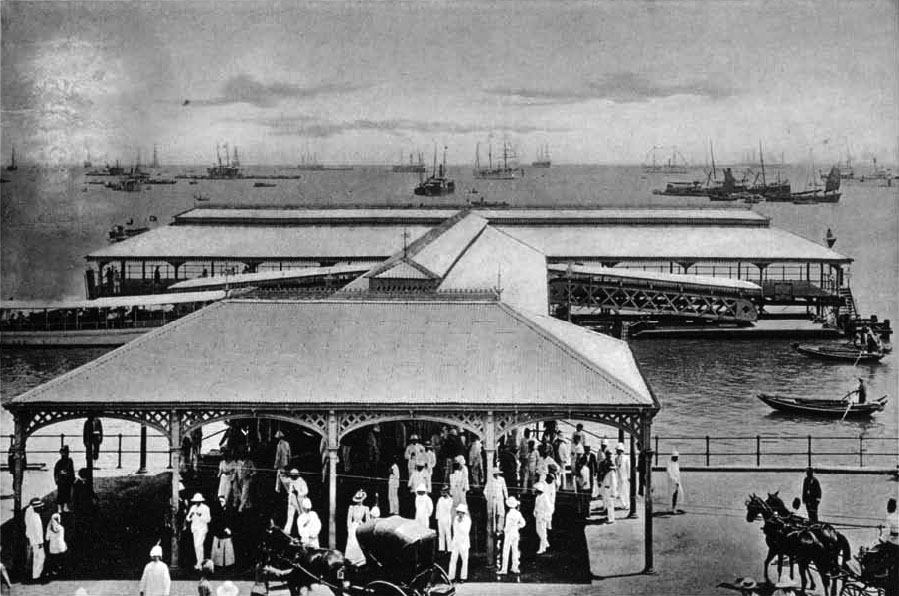
Muelle de Johnston, Singapur, c. 1900

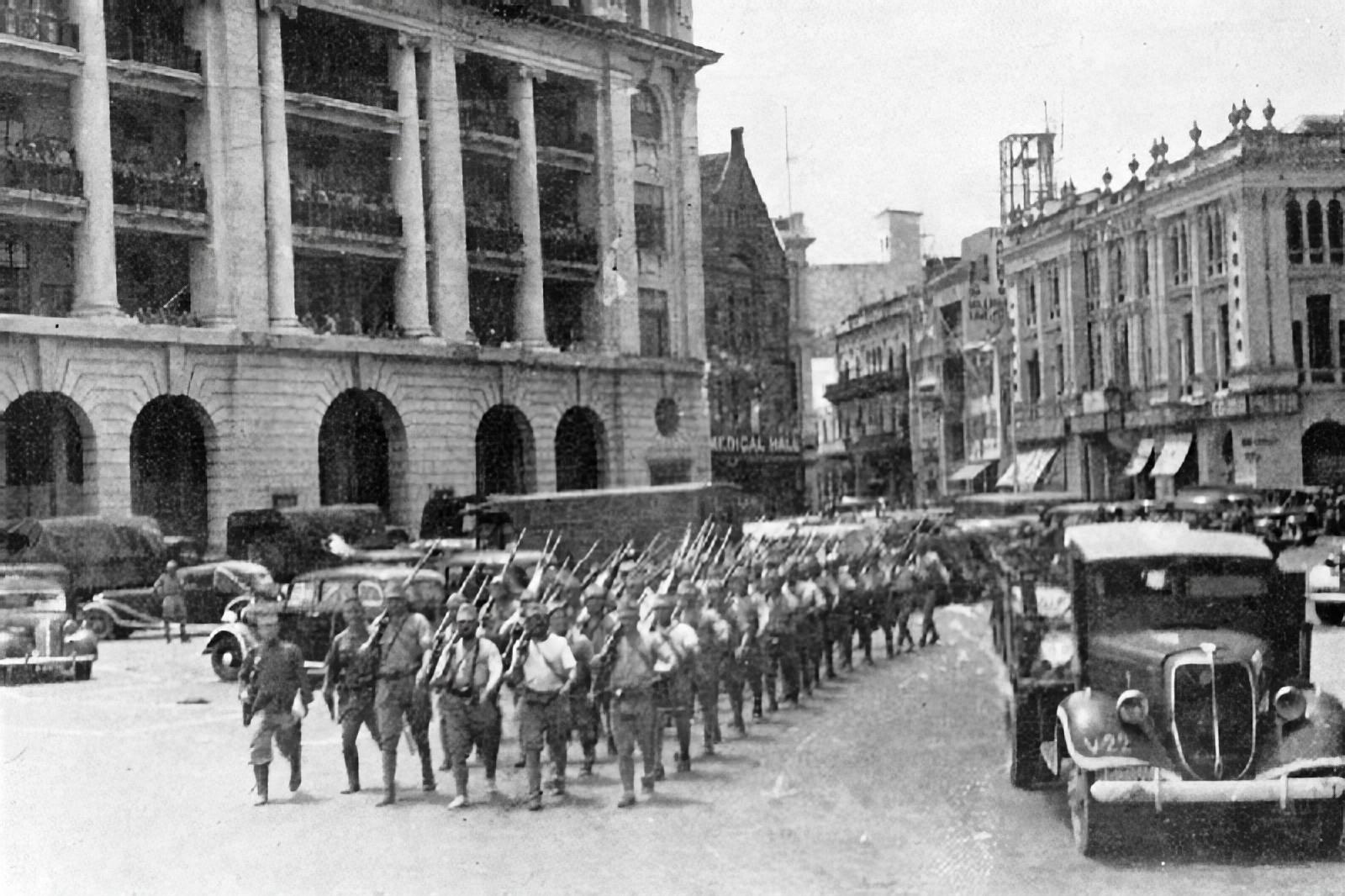
Tropas japonesas marchando por Singapur tras la capitulación británica en la batalla de Singapur (febrero de 1942)

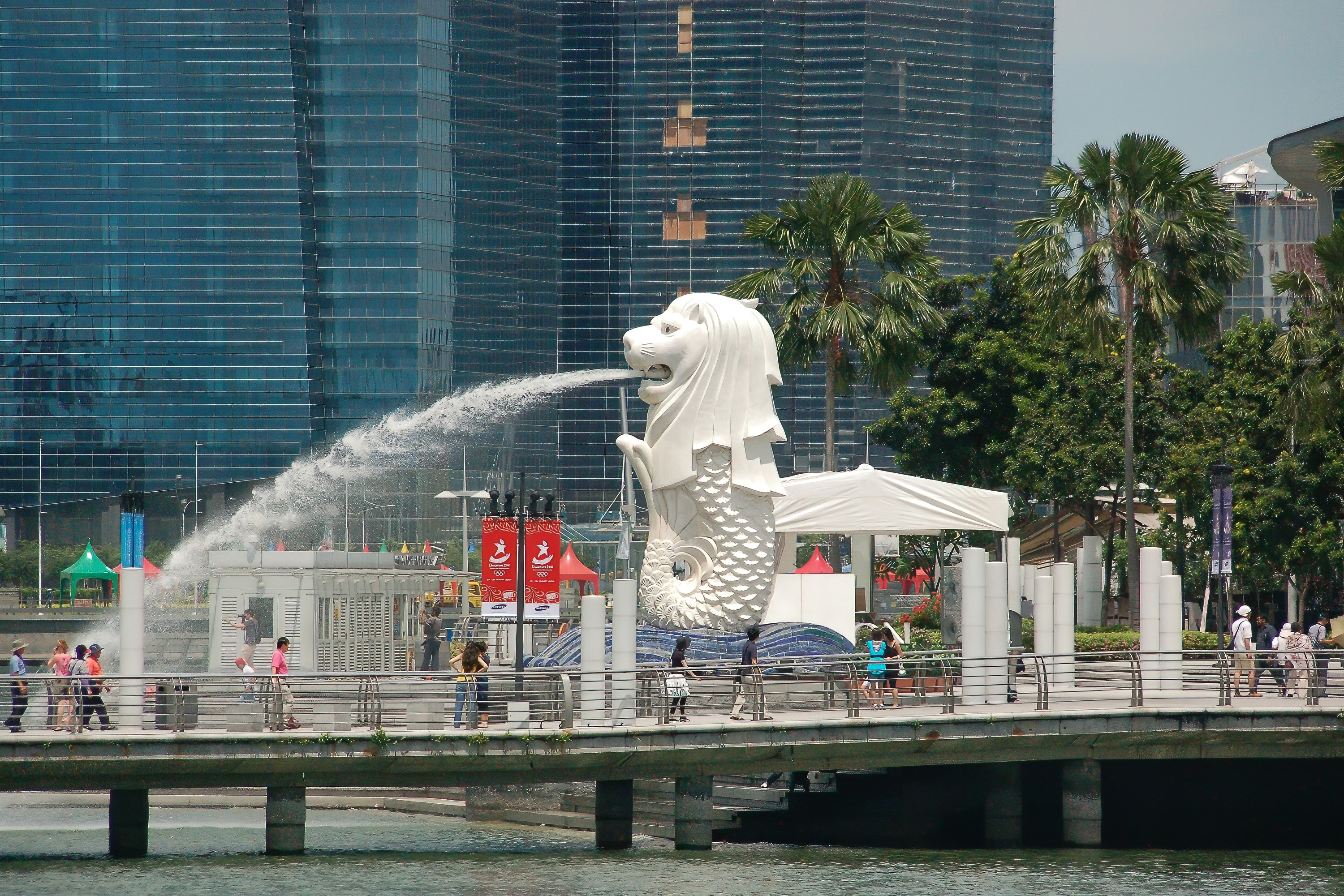
El Merlión, símbolo de Singapur.

La isla, anteriormente llamada Temasek, fue bautizada Singapur en el siglo XIV por el príncipe Paramésuara. Este territorio adquirió considerable importancia en el siglo XIV, pero fue arrasado por los javaneses y quedó desierto hasta el año 1819, cuando el británico Stamford Raffles, con el dinero saqueado de las Haciendas Españolas de América, única moneda aceptada entonces en Asia, adquirió y fundó un asentamiento en el sitio donde actualmente se encuentra la moderna ciudad.
El sultán de Johor y Temenggong arrendó este territorio a la Compañía Británica de las Indias Orientales. A través de un tratado, la isla se cedió definitivamente a la compañía en 1824 a cambio de una renta vitalicia al sultán de Johor.
En 1826, Singapur se unió a Penang y Malaca, quedando su control en manos de un Gobierno con presidencia india y residencia en Penang. En 1830, se reunieron bajo la presidencia de Bengala, trasladándose la residencia a Singapur. El 1 de abril de 1867, la autoridad de estos tres asentamientos pasó del Gobierno indio al ministro inglés de colonias.
Las islas Cocos, la isla de Navidad y la antigua colonia de Labuán fueron puestas bajo el control del gobernador de las Colonias del Estrecho (Straits Settlements) y fueron incorporadas a Singapur en 1900, 1903 y 1907, respectivamente. Singapur se constituyó como colonia separada en el año 1912, siendo utilizada como base naval hasta la ocupación japonesa.
El 15 de febrero de 1942, la isla cayó durante la Segunda Guerra Mundial bajo dominio del Imperio japonés, que la atacó desde tierra aprovechando que las defensas de la ciudad estaban orientadas hacia el mar. Fue la mayor humillación británica sufrida en la guerra, ya que no solo fue una derrota militar, sino que también fue un duro golpe a la dominación occidental en toda Asia.
En 1959, Lee Kuan Yew fue elegido primer ministro. Su partido, el Partido de Acción Popular, propuso entonces la integración en la Federación de Malasia, lo cual se consiguió en septiembre de 1963. Poco después, en 1964, las diferencias se manifestaron y se acordó la secesión de la República de Singapur, siendo proclamada el 9 de agosto de 1965. Recordado como el fundador de la patria singapurense, Lee Kuan Yew murió en 2015.

## Gobierno y política

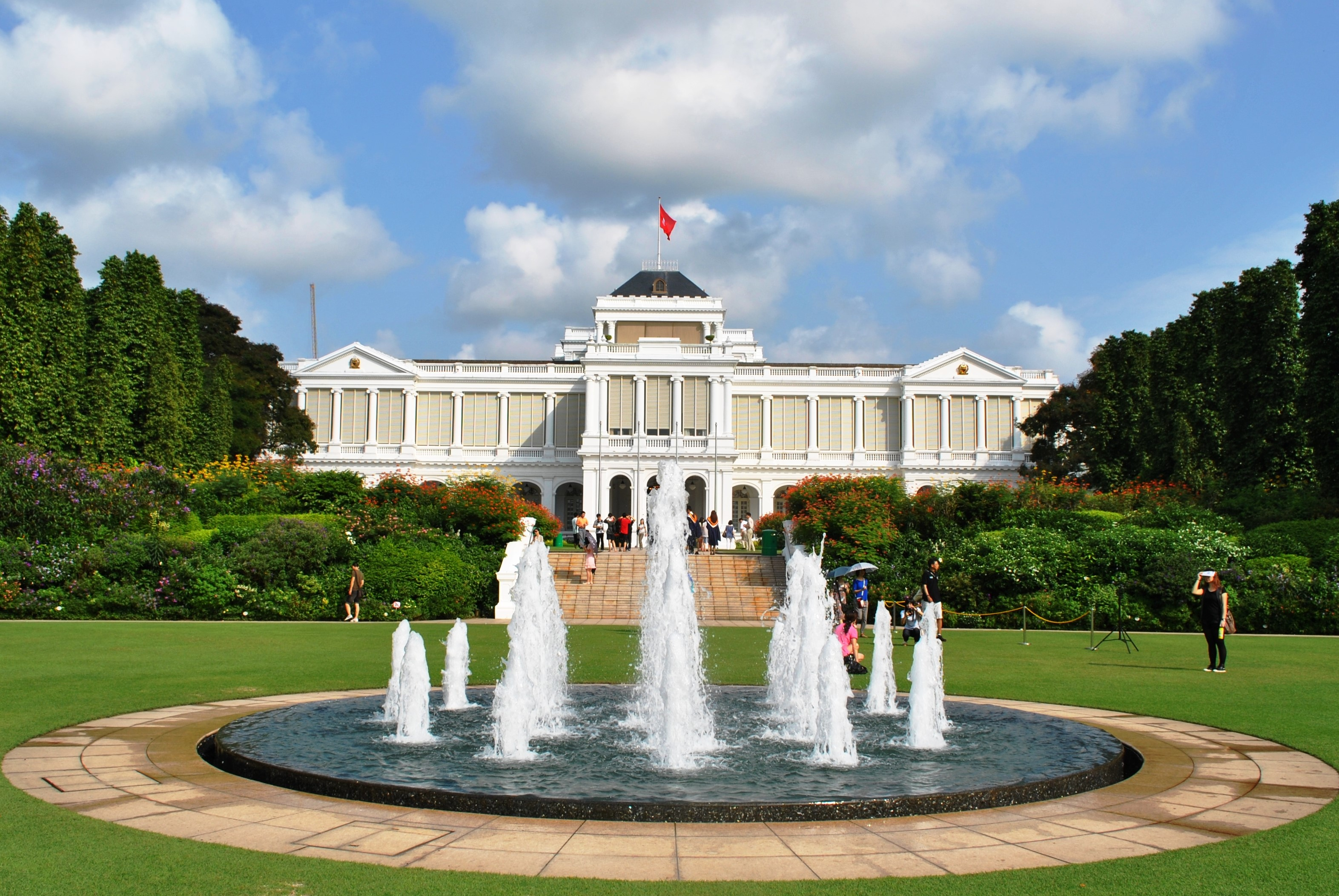
El Istana es la residencia oficial y despacho del presidente, así como la oficina de trabajo del primer ministro.

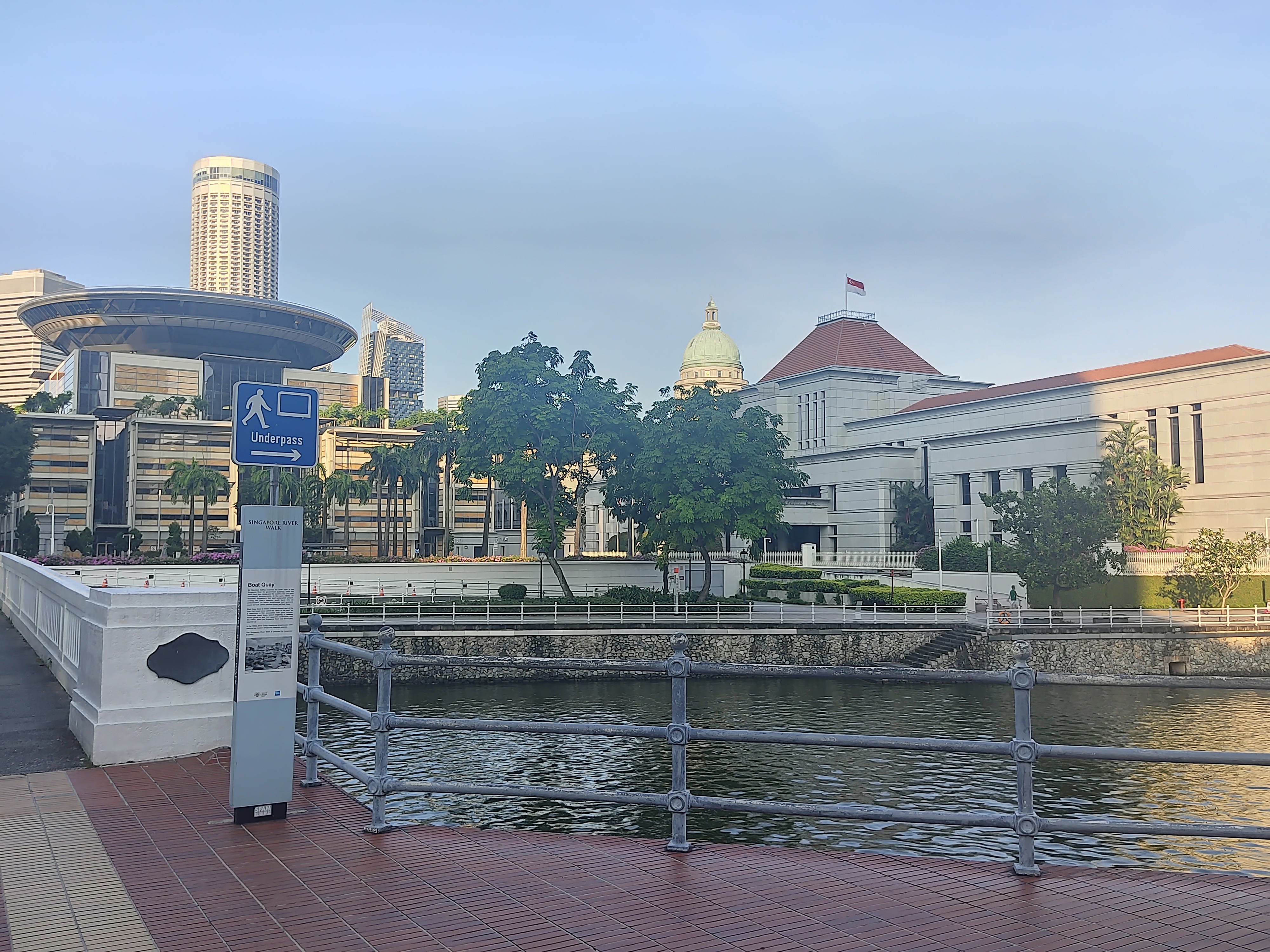
El Tribunal Supremo (izquierda) y la Casa Parlamental (derecha), donde se reúne el Parlamento de Singapur.

Singapur funciona como una república parlamentaria, inspirada en el sistema de Westminster, y su Constitución es la ley suprema del país. La estructura de gobierno se divide en tres poderes: ejecutivo, legislativo y judicial, cada uno con funciones y responsabilidades distintas.
El poder ejecutivo está formado por el gabinete, dirigido por el primer ministro, y el ministerio fiscal, dirigida por el fiscal general. El gabinete es responsable de las políticas gubernamentales y de la administración cotidiana del Estado. El primer ministro, nombrado por el presidente, es el jefe efectivo del poder ejecutivo. Los ministros del gabinete y el fiscal general también son nombrados por el presidente, que actúa con el consejo y consentimiento del primer ministro.
El poder legislativo está constituido por el Parlamento de Singapur (unicameral) y el presidente. El Parlamento, compuesto por miembros electos, no electos y designados, es responsable de promulgar las leyes del Estado. El presidente tiene poderes discrecionales limitados de supervisión del gobierno, con poderes de veto sujetos a la anulación parlamentaria.
El poder judicial, presidido por el presidente del Tribunal Supremo, administra justicia de forma independiente. Los jueces y los comisarios judiciales son nombrados por el presidente con el asesoramiento del primer ministro. El Tribunal Supremo y los tribunales estatales resuelven litigios civiles y procesos penales, e interpretan las leyes para decidir sobre su constitucionalidad. Las leyes o disposiciones inconstitucionales pueden ser anuladas por el Tribunal Supremo.
El presidente de Singapur es elegido directamente por votación popular para un mandato renovable de seis años. Los requisitos para ocupar este cargo son estrictos: edad, experiencia profesional, residencia y carácter. La Constitución también estipula que las elecciones presidenciales se «reserven» a una comunidad racial si nadie de ese grupo étnico ha sido elegido para la presidencia en los cinco mandatos más recientes. Esto llevó a la elección sin oposición en 2017 de Halimah Yacob, la primera mujer presidenta de Singapur, perteneciente a la comunidad malaya.
Los diputados son elegidos al menos cada cinco años, y el Parlamento actual consta de 103 miembros. Entre ellos hay diputados elegidos directamente en las circunscripciones, diputados designados por el presidente y diputados de los partidos de la oposición que no pertenecen a las circunscripciones electorales. Los diputados organizan reuniones políticas semanales, conocidas como «sesiones de representación», para ayudar a los electores a resolver problemas personales.
El Partido de Acción Popular (PAP) ha dominado la política singapurense desde que se concedió el autogobierno en 1959. A pesar de las restricciones a las libertades civiles, Singapur bajo el PAP ha experimentado un crecimiento económico y una estabilidad política constantes. El Partido de los Trabajadores es el partido de la oposición más representado.
El sistema judicial de Singapur se basa en el derecho consuetudinario inglés, y el derecho penal en el Código Penal indio. Tanto el castigo corporal (con vara) como la pena capital son legales. Aunque la Constitución de Singapur garantiza el derecho a la libertad de expresión y asociación, estos derechos están regulados, y el gobierno ha restringido aquellos y algunos otros derechos civiles y políticos. A pesar de ello, Singapur figura sistemáticamente entre los países menos corruptos del mundo.
Este enfoque de gobierno único, conocido como «modelo de Singapur», combina un gobierno fuerte, casi autoritario, con un énfasis en la meritocracia y la buena gobernanza. A menudo se atribuye a este modelo la estabilidad política, el crecimiento económico y el armonioso orden social de Singapur. En 2021, el índice del Estado de derecho del Proyecto de Justicia Mundial situó a Singapur en el 17.º puesto de los 193 países del mundo en cuanto a adhesión al Estado de derecho.

### Defensa
Fuerzas Armadas de Singapur

El Ejército de Singapur tiene 50 000 soldados, 162 tanques, 372 tanquetas, 1122 vehículos de infantería, 1250 vehículos de transporte blindado, 18 lanzacohetes, 62 morteros y 400 obuses; la Armada de Singapur cuenta con 20 500 personas y 37 buques de guerra; en cuanto a la Fuerza Aérea de Singapur se compone de 13 500 personas y 422 aviones.

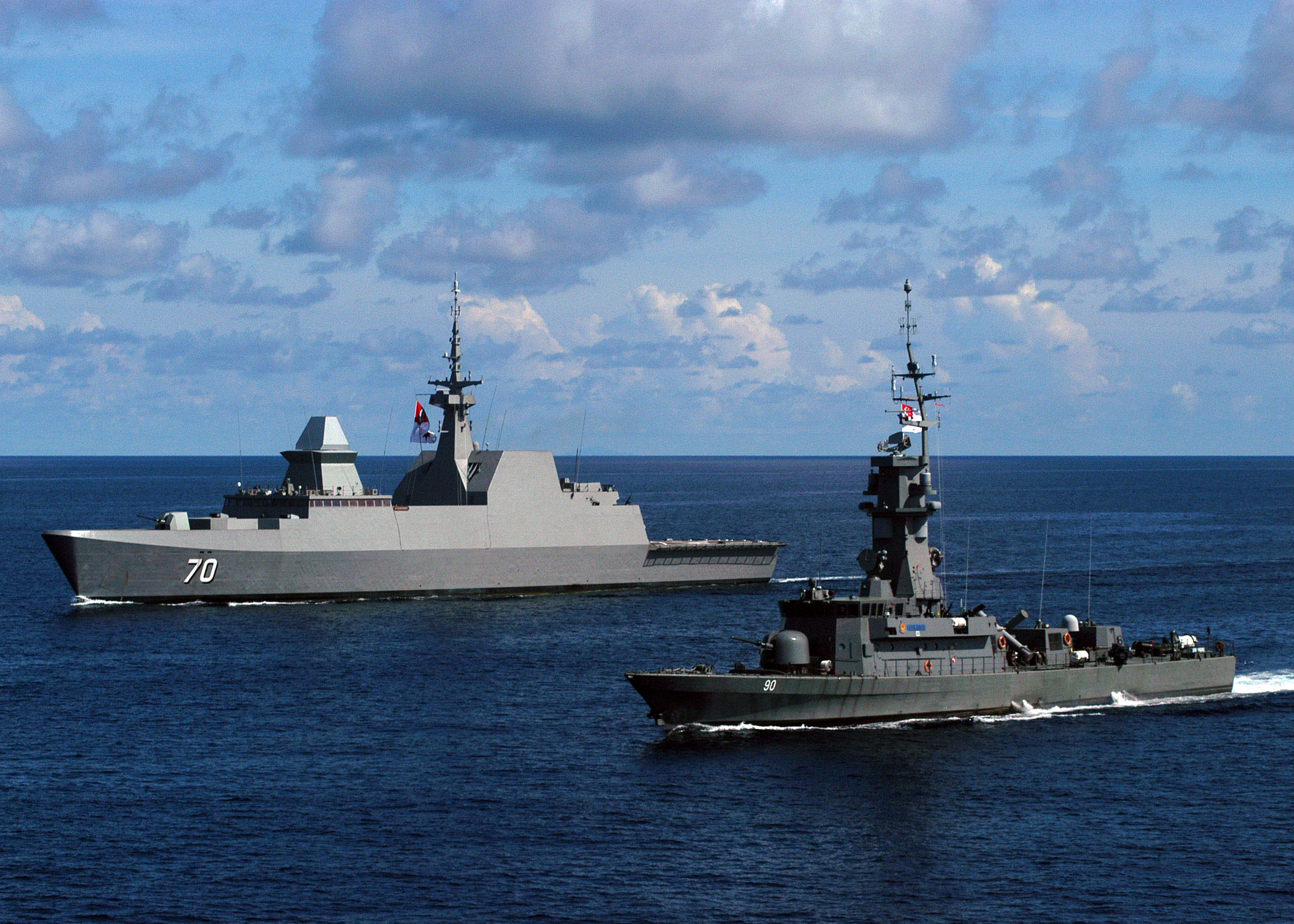
Fragatas lanzamisiles RSS Steadfast y RSS Vigilance de la Armada de la República de Singapur.

Tras su independencia, Singapur sólo contaba con dos regimientos de infantería comandados por oficiales británicos. Considerado demasiado pequeño para proporcionar una seguridad eficaz al nuevo país, el desarrollo de sus fuerzas militares se convirtió en una prioridad. Además, en octubre de 1971, Gran Bretaña retiró su ejército de Singapur, dejando sólo una pequeña fuerza británica, australiana y neozelandesa como presencia militar simbólica. El gobierno de Singapur encargó a los mandos de las Fuerzas de Defensa Israelíes (IDF) la creación de las Fuerzas Armadas de Singapur (SAF) desde cero, y se contrató a instructores israelíes para formar a los soldados singapurenses. Los cursos militares se impartieron siguiendo el formato de las IDF, y Singapur adoptó un sistema de reclutamiento y servicio de reserva basado en el modelo israelí. Singapur sigue manteniendo fuertes lazos de seguridad con Israel y es uno de los mayores compradores de armas y sistemas de armamento israelíes, siendo un ejemplo reciente el arma antitanque MATADOR.
Las Fuerzas Armadas de Singapur o SAF por sus siglas en inglés, se están desarrollando para responder a una amplia gama de problemas tanto en la guerra convencional como en la no convencional. La Agencia de Ciencia y Tecnología de la Defensa es responsable de la adquisición de recursos para el ejército. Las restricciones geográficas de Singapur obligan a las SAF a planificar el rechazo total de un ataque, ya que no pueden replegarse y reagruparse. El pequeño tamaño de la población también ha afectado a la forma en que se han diseñado las SAF, con una pequeña fuerza activa y un gran número de reservas.
Singapur obliga a servir a todos los varones sanos a partir de los 18 años, salvo a los que tengan antecedentes penales o demuestren que su pérdida supondría dificultades para sus familias. Los varones que aún no hayan completado la educación preuniversitaria, obtengan la beca de la Comisión de Servicios Públicos o estén cursando estudios locales de medicina pueden optar por aplazar su alistamiento. Aunque no están obligadas a realizar el servicio militar, el número de mujeres en las FAS ha ido en aumento: desde 1989 se les permite desempeñar vocaciones militares antes reservadas a los hombres. Antes de incorporarse a una rama específica de las fuerzas armadas, los reclutas reciben al menos 9 semanas de formación militar básica.

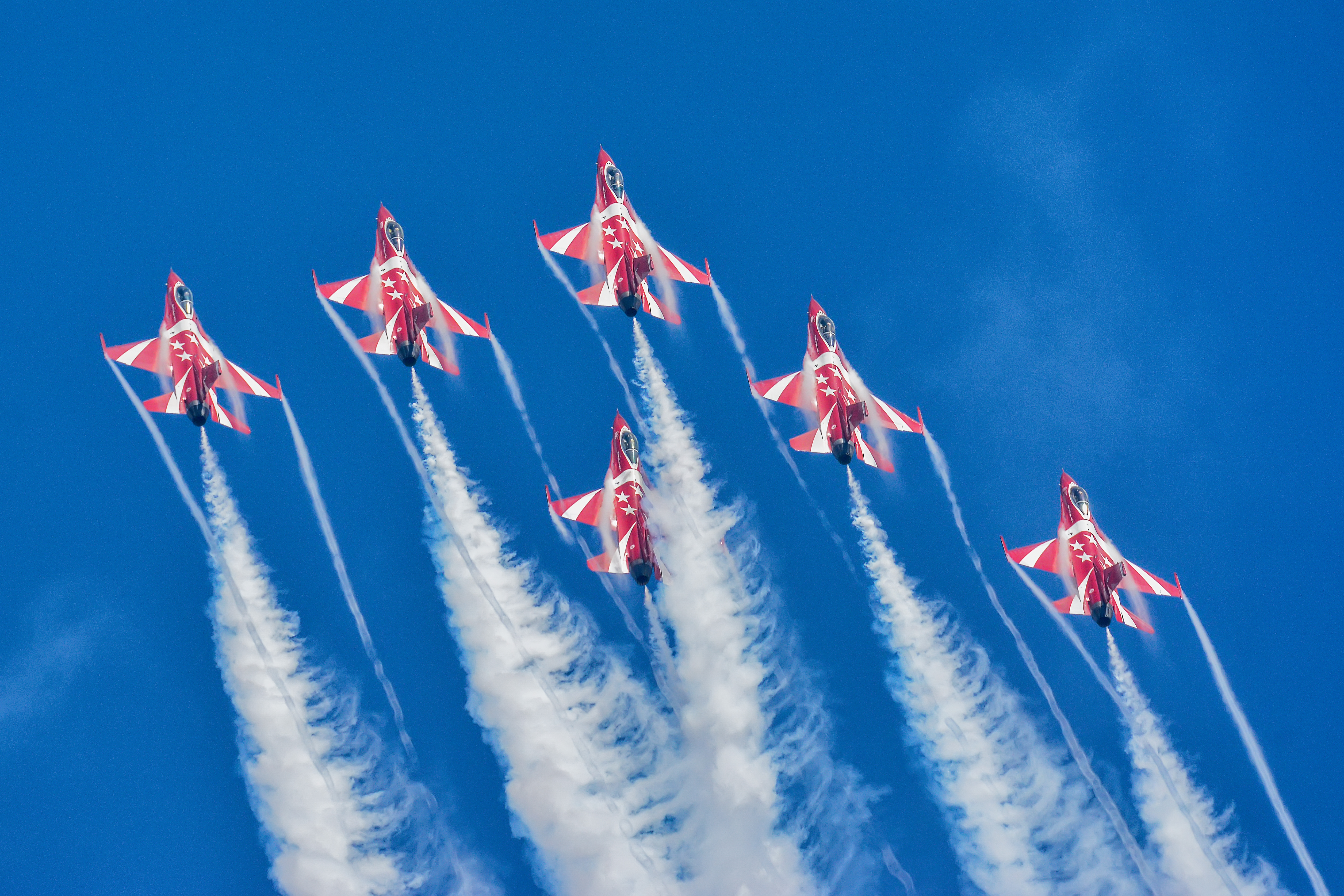
Los Caballeros Negros de la Fuerza Aérea de la República de Singapur en un espectáculo aéreo.

Debido a la escasez de terreno abierto en la isla principal, los entrenamientos que implican actividades como el tiro con munición real y la guerra anfibia suelen llevarse a cabo en islas más pequeñas, normalmente vedadas al acceso de civiles. Sin embargo, en Taiwán se han realizado ejercicios a gran escala, considerados demasiado peligrosos para llevarse a cabo en el país, desde 1975 y en una docena de otros países. En general, se realizan ejercicios militares con fuerzas extranjeras una o dos veces por semana. Debido a las limitaciones de espacio aéreo y de terreno, las Fuerzas Aéreas de la República de Singapur (RSAF) mantienen varias bases en el extranjero, en Australia, Estados Unidos y Francia. El 130 Escuadrón de la RSAF tiene su base en la Base Pearce de la RAAF, Australia Occidental, y su 126 Escuadrón tiene su base en el Centro de Aviación del Ejército de Oakey, Queensland. La RSAF tiene un escuadrón —el 150 Escuadrón— con base en la Base Aérea de Cazaux, en el sur de Francia. Los destacamentos de ultramar de la RSAF en Estados Unidos son: Base de la Fuerza Aérea Luke (Arizona), Marana (Arizona), Base de la Fuerza Aérea Mountain Home (Idaho) y Base de la Fuerza Aérea Andersen (Guam).
Las SAF han enviado fuerzas para ayudar en operaciones fuera del país, en zonas como Irak y Afganistán, tanto en funciones militares como civiles. En la región, han contribuido a estabilizar Timor Oriental y han prestado ayuda a Aceh, en Indonesia, tras el terremoto y el tsunami del océano Índico de 2004. Desde 2009, la Armada de la República de Singapur (RSN) ha desplegado buques en el Golfo de Adén para ayudar en la lucha contra la piratería como parte de la Task Force 151. Las SAF también ayudaron en las labores de socorro durante el huracán Katrina y el tifón Haiyan. Singapur forma parte de los Acuerdos de Defensa de las Cinco Potencias, una alianza militar con Australia, Malasia, Nueva Zelanda y el Reino Unido. En 2022, la nación ocupó el noveno lugar entre los países más pacíficos en el Índice de Paz Global.

### Relaciones exteriores

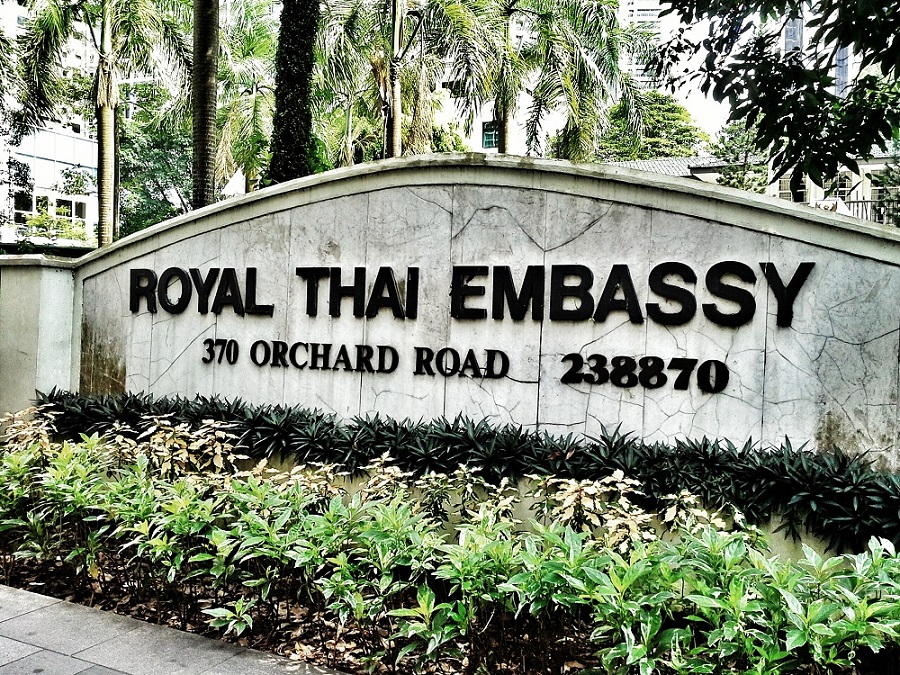
Embajada del Reino de Tailandia en la República de Singapur.

Singapur mantiene relaciones diplomáticas con 175 países, aunque no cuenta con una alta comisión o embajada en muchos de estos países. Es un miembro de la Organización de Naciones Unidas, la Mancomunidad de Naciones, la Asociación de Naciones del Sureste Asiático y el Movimiento de Países No Alineados. Por razones geográficas, las relaciones con Malasia e Indonesia son las más importantes, aunque la política interior de estos países puede afectar las relaciones bilaterales. Singapur mantiene relaciones estrechas con muchos países europeos como Francia, Alemania y Reino Unido, con los que comparte relaciones a través de los Five Power Defence Arrangements (FDPA) junto con Malasia, Australia y Nueva Zelanda. También mantiene buenas relaciones con Estados Unidos, país percibido por el Gobierno como un poder estabilizador que desempeña el papel de contrapeso en la región.
Singapur respalda el concepto de regionalismo en el sureste de Asia y juega un papel activo en la Asociación de Naciones del Sureste Asiático, de la que es uno de los miembros fundadores. También miembro del Foro de Cooperación Económica Asia-Pacífico, una organización con secretariado en Singapur. Cuenta con relaciones estrechas con Brunéi y mantiene instalaciones militares en ese país.

### Derechos humanos
La pena capital es una pena legal y aplicada en Singapur. El país es uno de los cinco países desarrollados que mantienen la pena de muerte, junto con Japón, China, Estados Unidos y Taiwán. Su aplicación contra el narcotráfico ha sido motivo de polémica con diversas organizaciones no gubernamentales, ya que algunos la consideran un delito sin víctimas. El gobierno ha respondido que no tiene «ninguna duda» de que es la política correcta y que hay «pruebas claras» de un efecto disuasorio grave, y que la ley debe considerarse en el contexto de «salvar vidas». Amnistía Internacional ha afirmado que algunas disposiciones legales del sistema de Singapur para la pena de muerte entran en conflicto con «el derecho a la presunción de inocencia hasta que se demuestre la culpabilidad». El gobierno ha rebatido las afirmaciones de Amnistía, declarando que su «postura sobre la abolición de la pena de muerte no es en absoluto indiscutible a nivel internacional» y que el informe contiene «graves errores de hecho y tergiversaciones».

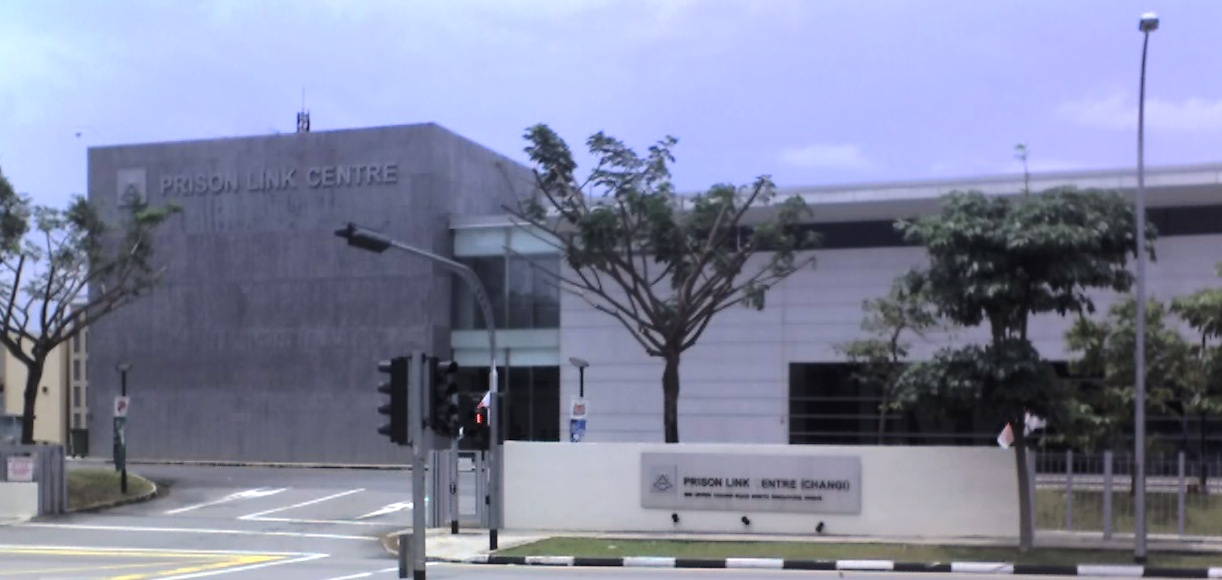
La prisión de Changi en Singapur.

De 1938 a 2022, las relaciones sexuales entre hombres fueron técnicamente ilegales en virtud del artículo 377A del Código Penal, introducido por primera vez durante el dominio colonial británico. Durante las últimas décadas, la ley no se aplicó y la presión para derogarla aumentó a medida que la homosexualidad se comprendía más científicamente. Mientras tanto, las relaciones sexuales entre mujeres siempre habían sido legales. En 2022, el primer ministro Lee Hsien Loong anunció que Singapur eliminaría definitivamente el artículo 377A, despenalizándolo de hecho. No obstante, añadió que la derogación no afectaría al reconocimiento de las «normas familiares y sociales tradicionales», incluida la definición del matrimonio, con lo que la legalización del matrimonio entre personas del mismo sexo quedaba en un segundo plano, al menos por ahora, aunque no se descartaba oficialmente la posibilidad de uniones civiles. Añadió que se trataba de un compromiso entre los elementos conservadores (y a menudo religiosos) y progresistas de la sociedad singapurense para evitar su fractura.
Los proxenetas suelen traficar con mujeres de países vecinos como China, Malasia y Vietnam en sus burdeles, así como en apartamentos y hostales alquilados para obtener mayores márgenes de beneficio cuando obtienen una parte de los clientes. En respuesta, en 2019 el Gobierno introdujo enmiendas en la Carta de la Mujer para legislar castigos más graves para los traficantes, que incluyen penas de prisión de hasta siete años y una multa de cien mil dólares singapurenses.
El aborto es legal en Singapur desde 1969, y se puede solicitar desde entonces.
Es bueno señalar que Singapur tiene unas de las leyes más estrictas del mundo, llegando a penalizar incluso actos considerados como triviales en otras regiones, como por ejemplo masticar chicle, lo cual es sancionado con multa.

## Organización territorial

Los cinco Consejos de Desarrollo Comunitario.

La república se organiza en cinco Consejos de Desarrollo Comunitario (CDC):
- Consejo de Desarrollo Comunitario Central.
- Consejo de Desarrollo Comunitario Noreste.
- Consejo de Desarrollo Comunitario Noroeste.
- Consejo de Desarrollo Comunitario Sudeste.
- Consejo de Desarrollo Comunitario Sudoeste.

Singapur está formado además por otras sesenta y cuatro pequeñas islas, entre las cuales las más importantes son la Isla Jurong, la isla artificial, la más grande y de actividad industrial, Sentosa, dedicada al turismo, la rural Pulau Ubin y la isla natural más grande: Pulau Tekong.
Puesto que Singapur es una sola ciudad, la división administrativa puede considerarse que corresponde a las circunscripciones electorales, que son revisadas por cada legislatura para tener en cuenta la evolución demográfica.

## Geografía

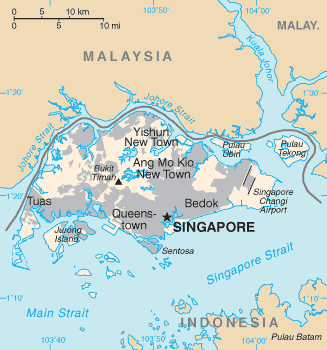
Mapa de Singapur.

Singapur se sitúa entre Malasia, con la que limita al norte, e Indonesia al sur. Está formado por sesenta y cuatro islas incluyendo la isla principal conocida como la isla de Singapur o Pulau Ujong. Esta isla está unida a la península malaya por dos puentes. El primero lleva a la ciudad fronteriza de Johor Bahru en Malasia. El segundo, más al oeste, conecta también con Johor Bahru en los barrios de la región de Tuas. Muchos depósitos de agua potable están dispersos por toda la isla para permitir la autonomía al estado de suministro en caso de guerra con la vecina Malasia.
La isla de Sentosa es a veces llamada el punto más meridional del continente asiático. Esto es algo controvertido, ya que tanto Singapur como la isla de Sentosa están conectados con represas y puentes al continente.

### Clima

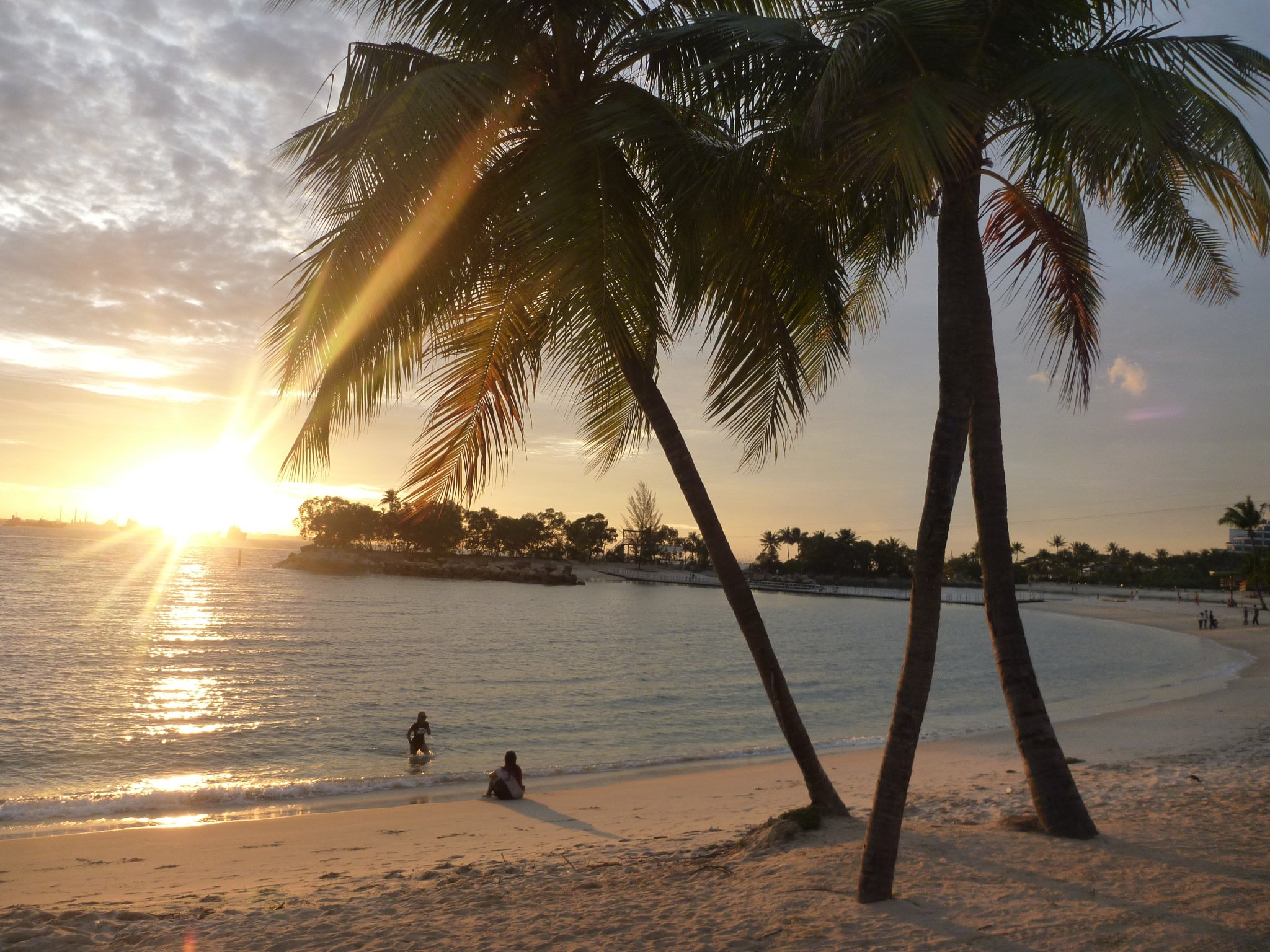
Playa de Sentosa una isla de 5 km² en el sur de Singapur.

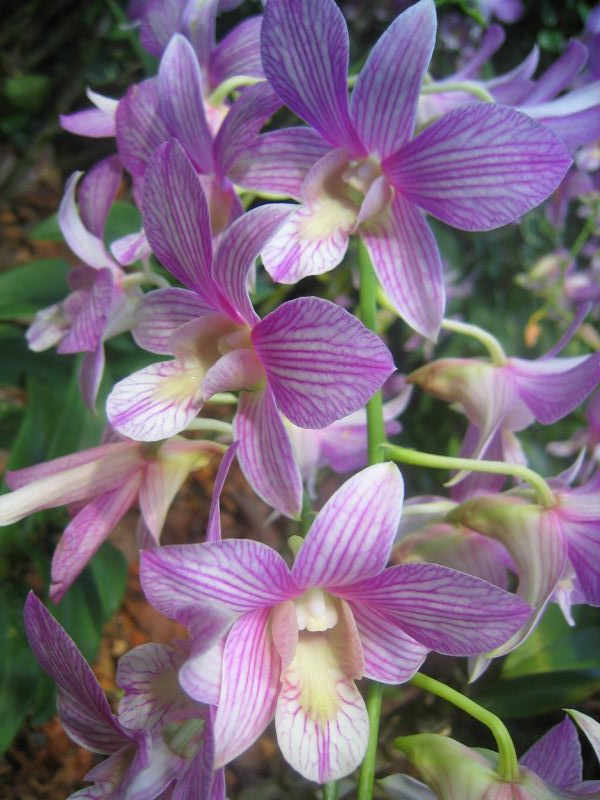
Orquídeas Dendrobium en Singapur.

Singapur tiene un clima ecuatorial sin estaciones distinguibles, con las temperaturas y la presión uniformes, humedad alta y lluvias abundantes. Las temperaturas suelen variar entre 30 y 32 °C. La humedad relativa promedio es de alrededor del 79 % en la mañana y 73 % por la tarde. Los meses de marzo a mayo son los meses más calurosos, con la temporada más húmeda de noviembre a enero. Desde junio a octubre, suele producirse a menudo neblina, causada por los incendios forestales en la vecina Indonesia. Aunque Singapur cumple el horario de verano, se rige por el huso horario GMT+8 (una hora antes de su ubicación geográfica).
| Parámetros climáticos promedio de Singapur | Parámetros climáticos promedio de Singapur | Parámetros climáticos promedio de Singapur | Parámetros climáticos promedio de Singapur | Parámetros climáticos promedio de Singapur | Parámetros climáticos promedio de Singapur | Parámetros climáticos promedio de Singapur | Parámetros climáticos promedio de Singapur | Parámetros climáticos promedio de Singapur | Parámetros climáticos promedio de Singapur | Parámetros climáticos promedio de Singapur | Parámetros climáticos promedio de Singapur | Parámetros climáticos promedio de Singapur | Parámetros climáticos promedio de Singapur |
| Mes | Ene.                                       | Feb.                                       | Mar.                                       | Abr.                                       | May.                                       | Jun.                                       | Jul.                                       | Ago.                                       | Sep.                                       | Oct.                                       | Nov.                                       | Dic.                                       | Anual                                      |
| --- | ------------------------------------------ | ------------------------------------------ | ------------------------------------------ | ------------------------------------------ | ------------------------------------------ | ------------------------------------------ | ------------------------------------------ | ------------------------------------------ | ------------------------------------------ | ------------------------------------------ | ------------------------------------------ | ------------------------------------------ | ------------------------------------------ |
| Temp. máx. media (°C) | 30.1                                       | 31.1                                       | 31.6                                       | 31.7                                       | 31.6                                       | 31.3                                       | 30.9                                       | 30.9                                       | 30.9                                       | 31.1                                       | 30.6                                       | 29.9                                       | 31.0                                       |
| Temp. media (°C) | 26.7                                       | 27.4                                       | 27.8                                       | 28.1                                       | 28.2                                       | 28.0                                       | 27.7                                       | 27.7                                       | 27.6                                       | 27.6                                       | 27.2                                       | 26.7                                       | 27.6                                       |
| Temp. mín. media (°C) | 23.3                                       | 23.6                                       | 23.9                                       | 24.4                                       | 24.8                                       | 24.7                                       | 24.5                                       | 24.4                                       | 24.2                                       | 24.0                                       | 23.7                                       | 23.4                                       | 24.1                                       |
| Lluvias (mm) | 242.5                                      | 162.0                                      | 184.8                                      | 178.8                                      | 171.8                                      | 161.2                                      | 158.3                                      | 176.2                                      | 169.7                                      | 193.9                                      | 255.7                                      | 288.2                                      | 2343.1                                     |
| Días de lluvias (≥ 1 mm) | 15                                         | 11                                         | 14                                         | 15                                         | 15                                         | 13                                         | 13                                         | 14                                         | 14                                         | 16                                         | 19                                         | 19                                         | 178                                        |
| Horas de sol | 173.6                                      | 183.6                                      | 192.2                                      | 174.0                                      | 179.8                                      | 177.0                                      | 189.1                                      | 179.8                                      | 156.0                                      | 155.0                                      | 129.0                                      | 133.3                                      | 2022.4                                     |
| Humedad relativa (%) | 84.7                                       | 82.9                                       | 83.8                                       | 84.8                                       | 84.4                                       | 83.0                                       | 82.8                                       | 83.0                                       | 83.5                                       | 84.1                                       | 86.4                                       | 86.9                                       | 84.2                                       |
| Fuente n.º 1: National Environment Agency (Temp 1929-1941 and 1948-2009, Rainfall 1869-2009, Humidity 1929-1941 and 1948-2010, Rain days 1891-2009) |                                            |                                            |                                            |                                            |                                            |                                            |                                            |                                            |                                            |                                            |                                            |                                            |                                            |
| Fuente n.º 2: Hong Kong Observatory |                                            |                                            |                                            |                                            |                                            |                                            |                                            |                                            |                                            |                                            |                                            |                                            |                                            |

### Flora y fauna
La fauna de Singapur es sorprendentemente diversa a pesar de su rápida urbanización. La mayor parte de la fauna que aún permanece en la isla se encuentra en varias reservas naturales, como la Reserva Natural de Bukit Timah y la Reserva del Humedal de Sungei Buloh.
En 1819, Singapur estaba cubierta en su mayor parte por selvas tropicales. En aquella época, aún contenía flora compartida con la península malaya, pero incluso entonces, la biodiversidad de la fauna era relativamente baja. Tras el establecimiento del puesto comercial británico, comenzó una rápida deforestación debido a los cultivos, que se completó en gran medida en el siglo XX. Según algunas estimaciones, en los últimos 183 años se ha perdido el 95 % de los hábitats naturales de Singapur. Debido a la deforestación, se extinguieron más de veinte especies de peces de agua dulce, cien especies de aves y varios mamíferos. Según una estimación de 2003, el número de especies extinguidas supera el 28 %.
En la actualidad, más de la mitad de la fauna y flora natural de Singapur sólo está presente en las reservas naturales, que sólo ocupan el 0.25 % de la superficie de Singapur. Según estimaciones realizadas en 2003, En 2021 áreas naturales protegidas terrestres y marinas ocupan el 2.46 % de la superficie de Singapur, lo fue significativo aumento. Según el Programa de las Naciones Unidas para el Medio Ambiente y Centro de Seguimiento de la Conservación Mundial. La rápida destrucción del hábitat culminará con una pérdida del 13-42 % de las poblaciones de todo el Sudeste Asiático.

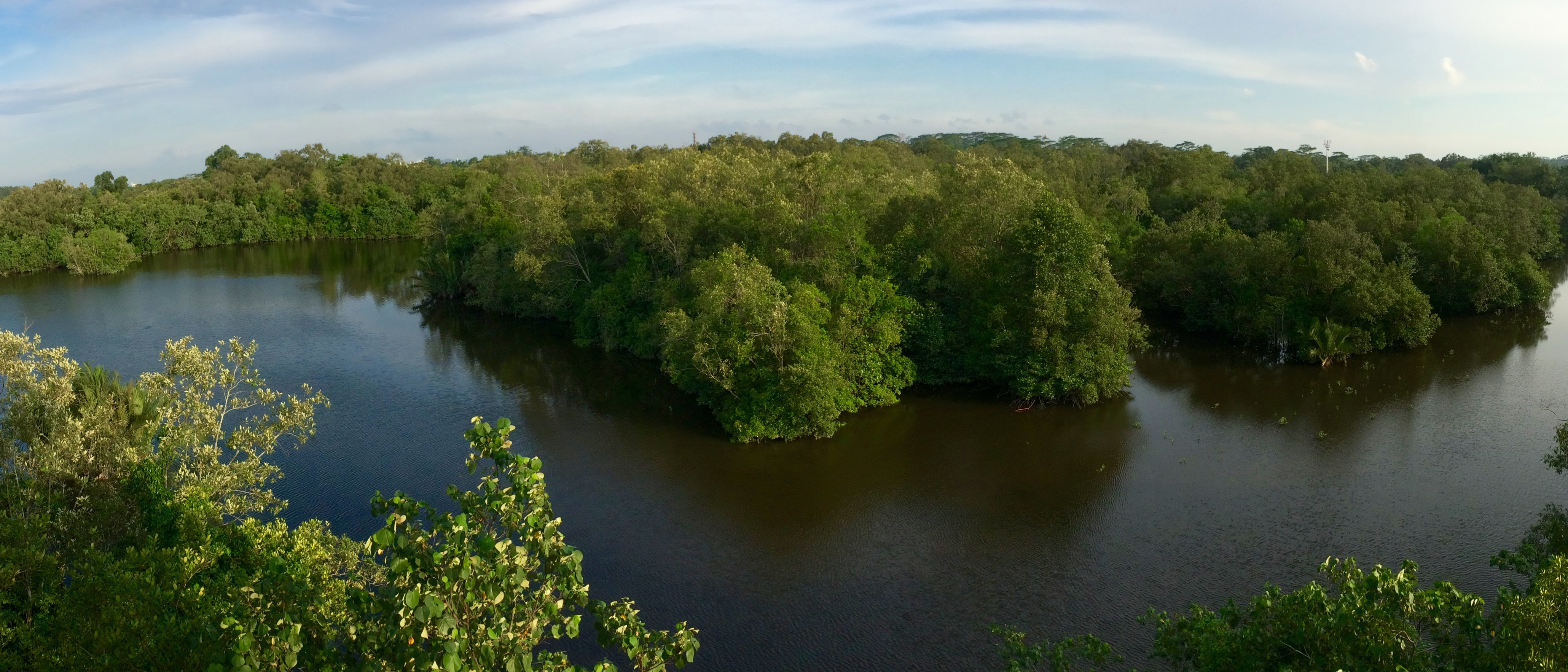
Humedales de la Reserva natural de Sungei Buloh.

Para combatir estos problemas, el Gobierno de Singapur elaboró el Plan Verde de Singapur en 1992 y el nuevo Plan Verde de Singapur en 2012 para darle continuidad. El plan pretende vigilar las poblaciones inestables de fauna y flora, colocar nuevos parques naturales y conectar los ya existentes. Además, estaba previsto crear un «Centro Nacional de Referencia sobre Biodiversidad» (ahora conocido como Centro Nacional de Biodiversidad), objetivo que se alcanzó en 2006 con la fundación del centro (también logró la creación de dos nuevas reservas naturales en 2002). Desde su fundación ha venido formulando diversas iniciativas específicas, entre ellas intentos de conservar el cálao y la rara libélula Indothemis limbata.

#### Flora
Singapur tiene una gran variedad de flora. Las plantas se utilizan principalmente para embellecer el paisaje de Singapur. La flor nacional es una orquídea híbrida, Vanda Miss Joaquim.
Como en cualquier selva tropical, Singapur alberga árboles de gran tamaño de las familias Apocynaceae, Dipterocarpaceae, Fabaceae, Malvaceae y otras. Algunos prosperan razonablemente, pero el gran Shorea Gratissima tiene un problema: las semillas no germinan, y se desconoce el motivo.
También hay un buen número de especies de palmeras. En el sotobosque del bosque se encuentra una serie de plantas de interior comunes, como Epipremnum aureum, Monstera y Dieffenbachia.

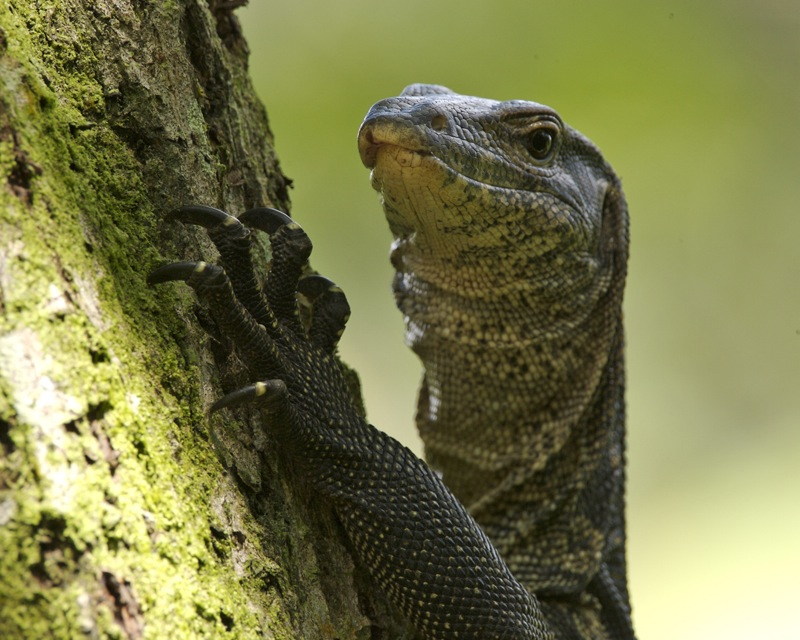
El reptil escamoso Varano Acuático o Varanus salvator en el norte de Singapur.

En los muchos árboles grandes se encuentran muchas epífitas, entre ellas varios tipos de helechos como Asplenium, y muchas orquídeas como Dendrobium crumenatum.

#### Fauna
Singapur cuenta con unas sesenta y cinco especies de mamíferos, trescientas noventa de aves, ciento diez de reptiles, treinta de anfibios, más de trescientas de mariposas, ciento veintisiete de libélulas, y más de dos mil especies de fauna marina.
La Reserva Natural Central de Catchment y la cercana Reserva Natural de Bukit Timah son el bastión de los animales salvajes que quedan en tierra firme. Encierran los únicos restos de bosque primario de la isla. La primera incluye cuatro embalses (MacRitchie, Upper Peirce, Lower Peirce, Upper Seletar). Las islas del noreste, Pulau Ubin y Pulau Tekong, también son ricas en vida salvaje.
Otras zonas destacadas son la Reserva del Humedal de Sungei Buloh, los Jardines Botánicos de Singapur, el Parque Natural de Bukit Batok, Pulau Semakau, etc.

## Economía

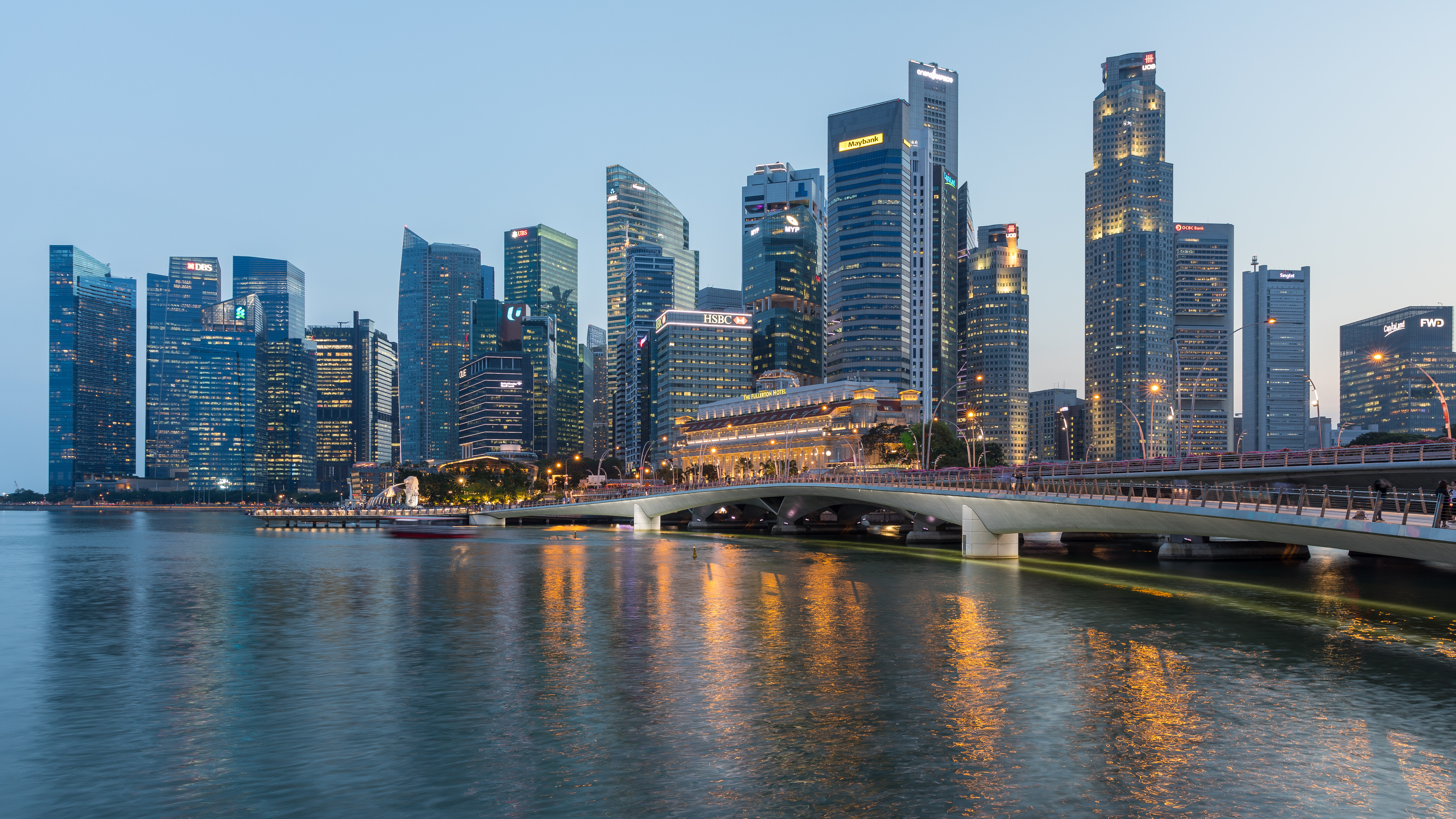
Panorama urbano del Downtown Core

Singapur cuenta con una economía de mercado muy desarrollada, arraigada históricamente en el comercio internacional extendido. Es uno de los cuatro tigres asiáticos, junto con Hong Kong, Corea del Sur y Taiwán, pero ha superado a estos en términos de producto interior bruto (PIB) per cápita. De 1965 a 1995, la ciudad-Estado experimentó tasas medias de crecimiento de alrededor del 6 % anual, elevando significativamente el nivel de vida de su población. La economía singapurense se considera libre, innovadora, dinámica y favorable a los negocios.
Durante muchos años, Singapur ha mantenido una calificación crediticia AAA de las tres grandes agencias de calificación, una distinción que sólo comparten unos pocos países y que es única entre las naciones asiáticas. Esta sólida posición económica, combinada con su ubicación estratégica, mano de obra cualificada, bajos tipos impositivos, infraestructuras avanzadas y política de tolerancia cero contra la corrupción, hacen de Singapur un imán para la inversión extranjera. En 2023, el Instituto Internacional para el Desarrollo de la Gestión clasificó a Singapur como la 4.ª economía más competitiva del mundo entre 64 países, lo que subraya su sólida salud económica.
Curiosamente, a pesar de su libertad de mercado, el gobierno singapurense desempeña un papel sustancial en la economía, contribuyendo al 22 % del PIB. La ciudad-Estado es un destino popular para conferencias y eventos, lo que refuerza aún más su actividad económica. La Autoridad Monetaria de Singapur (AMS) emite el dólar de Singapur (SGD o S$), la moneda nacional, que es intercambiable con el dólar de Brunéi a la par desde 1967. A diferencia de la mayoría de los bancos centrales, que utilizan los tipos de interés para gestionar la política monetaria, la AMS permite que el tipo de cambio del dólar de Singapur suba o baje dentro de una banda de flotación no revelada.
La fortaleza económica de Singapur se ve subrayada por su posición como el 11.º mayor tenedor de reservas de divisas del mundo y una de las mayores posiciones en inversión internacional neta per cápita. Sin embargo, también ha sido identificado como paraíso fiscal debido a sus bajos tipos sobre la renta de las personas físicas y las exenciones fiscales sobre las rentas y plusvalías obtenidas en el extranjero, lo que ha atraído a personas adineradas como el millonario minorista australiano Brett Blundy y el cofundador de Facebook Eduardo Saverin.
No obstante, la condición de paraíso fiscal de Singapur ha sido objeto de escrutinio. En 2009, fue eliminado de la «lista gris» de paraísos fiscales de la Organización para la Cooperación y el Desarrollo Económicos (OCDE). Sin embargo, ocupó el 4.º lugar en el V Índice de Secreto Financiero de la Red de Justicia Fiscal sobre los proveedores de servicios financieros extraterritoriales del mundo. Este escrutinio dio lugar a acciones como que la Autoridad Monetaria de Singapur sancionara y multara a UBS y DBS y retirara la licencia bancaria a Falcon Private Bank en 2016 por su presunto papel en el escándalo del Fondo Soberano de Malasia.
A pesar de haber sido calificada como la ciudad más cara del mundo durante tres años consecutivos, la pobreza aguda es rara en Singapur. El gobierno ofrece programas de asistencia a los desamparados y necesitados a través del Ministerio de Desarrollo Social y Familiar. Estos programas van desde la ayuda económica a los hogares necesitados, la asistencia médica gratuita del gobierno y el pago de la matrícula de los niños. Otras prestaciones son la compensación de la cuota del gimnasio, primas para bebés, asistencia sanitaria fuertemente subvencionada, ayuda económica a los discapacitados, ordenadores portátiles a precio reducido para los estudiantes pobres y descuentos en el transporte público y los servicios públicos. Este completo sistema de seguridad social ha contribuido a que Singapur ocupe un lugar destacado en el índice de desarrollo humano (IDH), el 9.º del mundo en 2022.
Según el Índice mundial de innovación, a cargo de la Organización Mundial de la Propiedad Intelectual, en 2024, Singapur se ubicó en el cuarto lugar en innovación entre 133 países del mundo, remontándose desde el séptimo lugar que ocupó en 2022.

### Trabajadores extranjeros
La economía de Singapur depende en parte del trabajo de cientos de miles de trabajadores extranjeros. Mientras que el nivel de vida de los nacionales y residentes permanentes de Singapur, los únicos incluidos en las estadísticas, es de los más altos del mundo, el de los inmigrantes (40 % de la población activa) dista mucho de ser envidiable. La mayoría de ellos, los no cualificados, viven en condiciones miserables. Viven en barracones dormitorio, a veces alineados a cientos de metros de distancia y rodeados de alambre de espino. Tienen prohibido traer a sus familias o casarse con un singapurense.
Empleados principalmente en los sectores industrial y de la restauración, o como empleados domésticos en el caso de las mujeres, están sometidos a una gran cantidad de horas extraordinarias, generalmente gratuitas y sin días libres. En teoría, la ley prevé un día de descanso obligatorio a la semana, pero permite al empresario anularlo si el trabajador está de acuerdo. Si se niegan, corren el riesgo de perder su empleo y ser deportados. Tampoco tienen derecho a ningún salario mínimo.

### Turismo

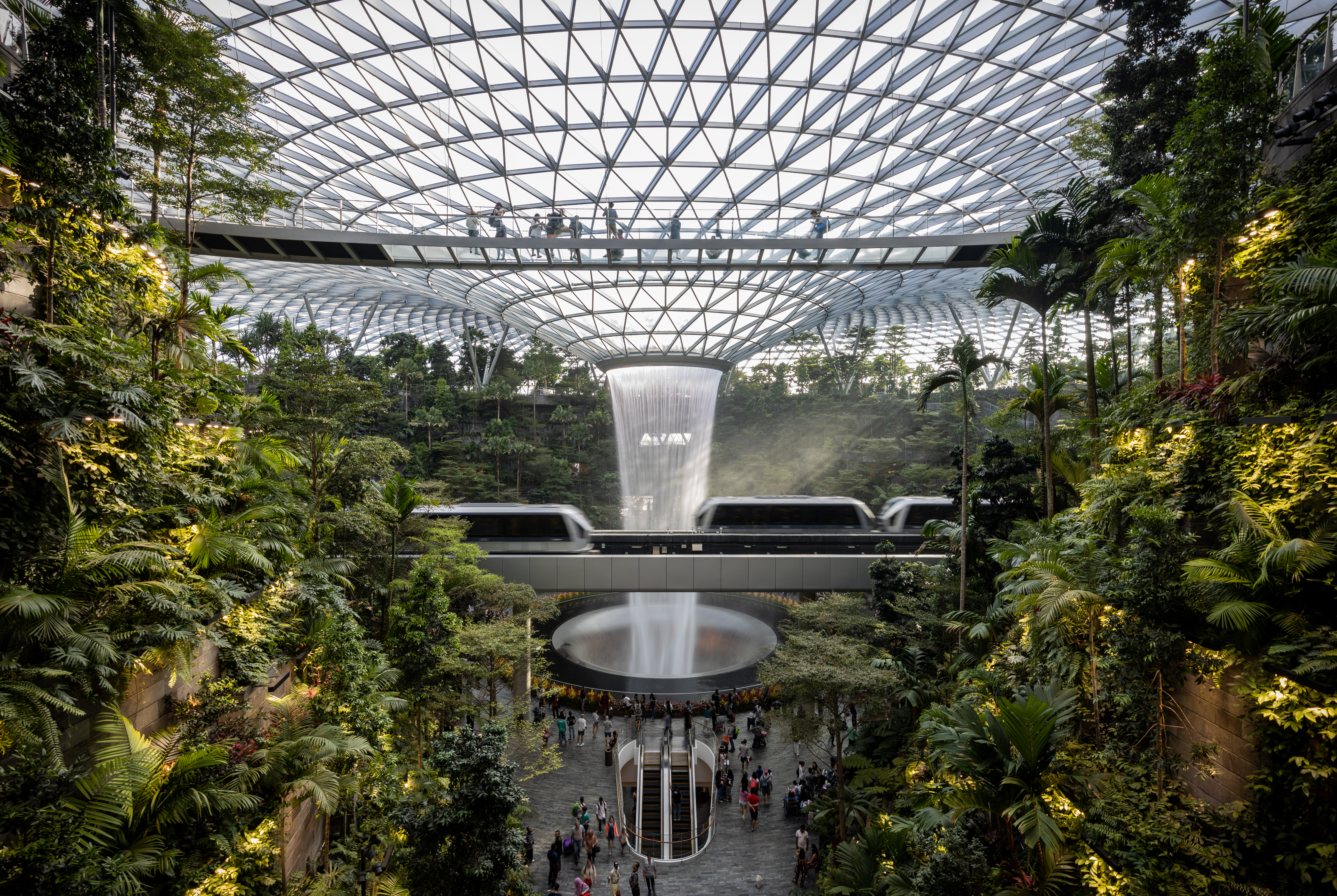
La cascada interior más grande del mundo en el Aeropuerto Jewel Changi.

Singapur es un popular destino turístico, por lo cual el turismo es uno de los sectores económicos más grandes del país. Aproximadamente 7.8 millones de turistas visitaron el país en 2010 y esa cifra subió a 10.2 millones en 2012. En 2019 esa cifra se elevó a unos 15.1 millones.
El distrito comercial de Orchard Road es una de las atracciones más famosas que ofrece Singapur. Para atraer a más visitantes, el Gobierno decidió en 2005 legalizar el juego y permitir que se construyeran dos casinos o centros turísticos integrados en la zona de Marina South y la isla de Sentosa. Para competir con rivales regionales como Taipéi, Bangkok, Hong Kong, Tokio y Shanghái, el Gobierno dio el permiso de utilizar luces sobre las fachadas de los edificios públicos y privados para que la zona central se transformara en un lugar más emocionante. Asimismo, se ha promovido la comida como elemento de la atracción de Singapur, por lo cual se organiza el Singapore Food Festival cada julio.
La reputación del país como un centro de turismo médico ha aumentado en los últimos años. doscientos mil extranjeros visitan Singapur al año para conseguir atención médica.

## Transporte

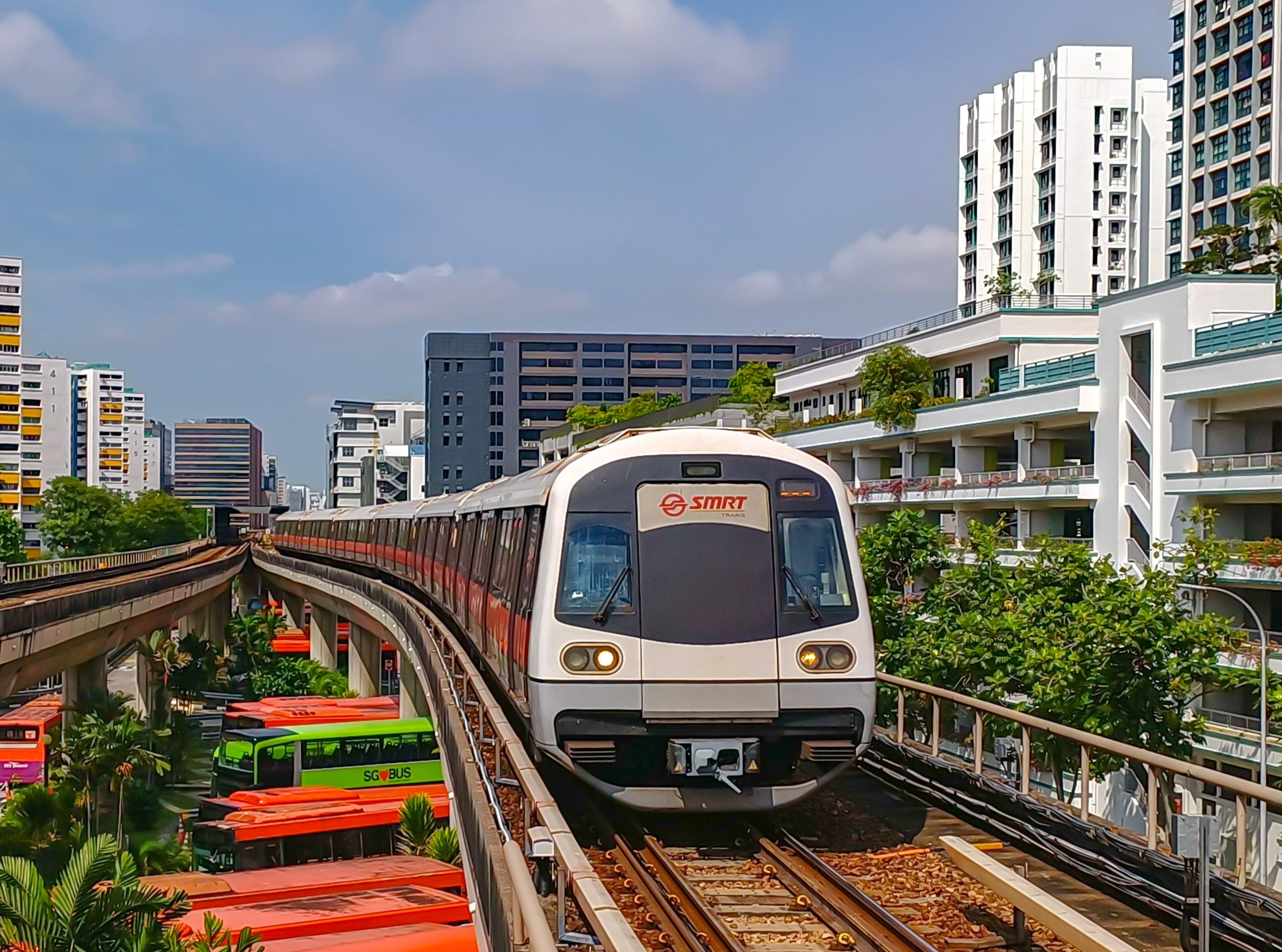
MRT.

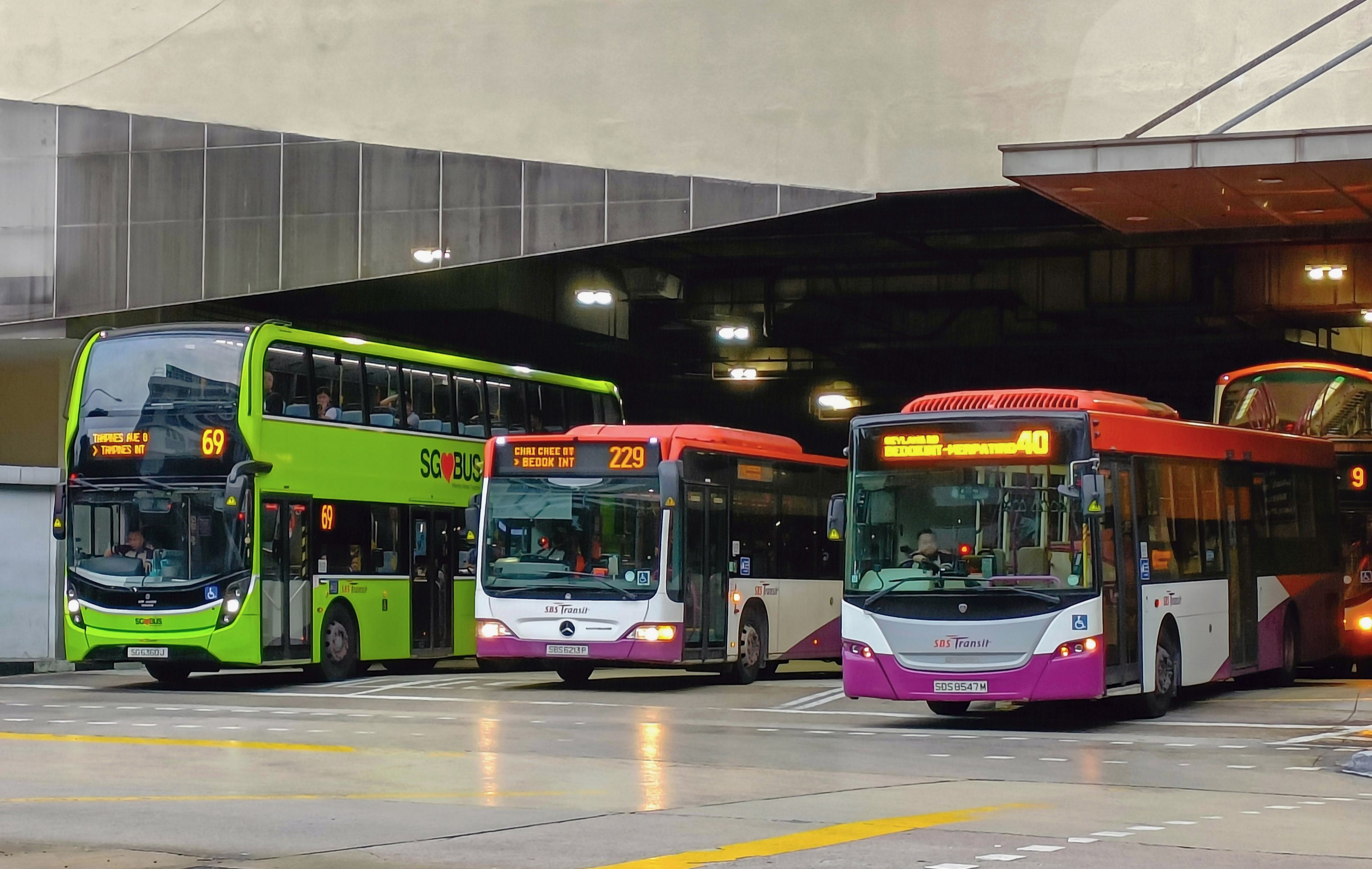
Bus.

Dado que Singapur es una pequeña isla con una elevada densidad poblacional, el número de coches privados en la carretera está restringido con el fin de controlar la polución y la congestión. Los que compren un coche deben pagar tasas por un valor de una vez y media el valor de mercado del vehículo y una factura para adquirir el Certificado de Entitulamiento (COE) de Singapur, que permite que el vehículo transite durante una década. Por el coste de este certificado se podría adquirir un Porsche Boxster en los Estados Unidos. Los precios de los coches son en general significativamente superiores en Singapur a los de cualquier otro país de habla inglesa y por ello solo uno de cada diez residentes posee un coche.

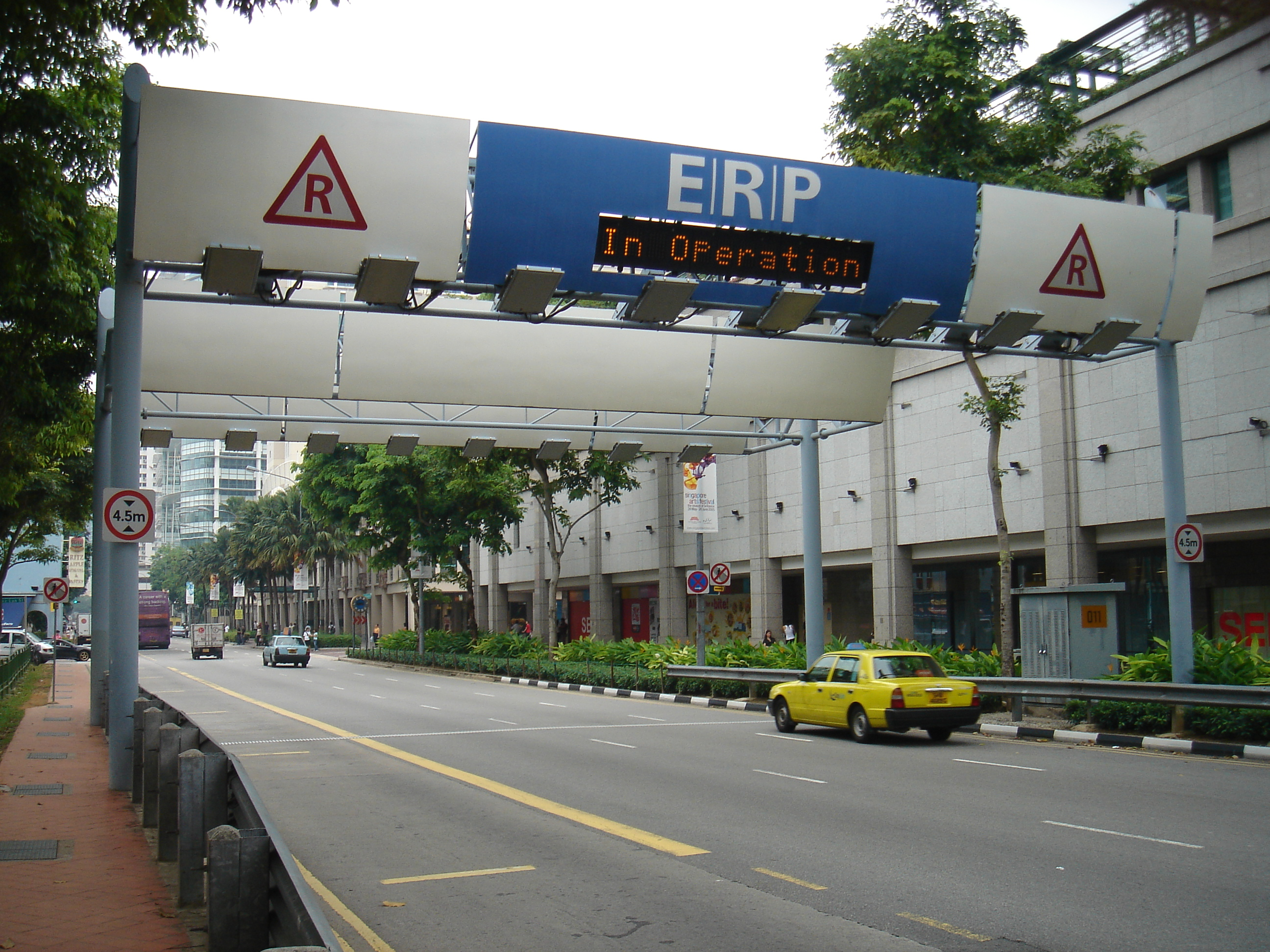
Mostrador de pago en la carretera del puente Norte.

Muchos de los residentes de Singapur viajan a pie, en bicicletas, en bus, en taxis y en tren (Transporte rápido en masa o Tren ligero). Dos compañías operan los buses públicos y el sistema de transporte en tren – SBS Transit y SMRT Corporation. La ciudad cuenta con la Estación Woodlands Checkpoint y, anteriormente, con la de Tanjong Pagar. Hay más de una docena de compañías de taxis, que entre todas ponen en servicio a unos veinticinco mil taxis en la carretera. Los taxis son una forma popular de transporte público, ya que las tarifas son relativamente baratas en comparación con muchos otros países desarrollados.
Singapur tiene una red de carreteras que abarca 3356 km, que incluye 161 km de autovías. El Esquema de Licencias del área de Singapur, implementado en 1975, se convirtió en el primer esquema del mundo de precio por congestión, e incluía otras medidas complementarias como unas cuotas de propiedad astringente de circulación y mejoras en el tránsito de masas. Actualizado en 1998 y modificando su nombre por Electronic Road Pricing, el sistema introdujo puestos de cobro electrónicos, detección electrónica y tecnología de vigilancia por vídeo.
Singapur es un gran nudo de transportes internacionales en Asia, marcado como punto de paso de muchas rutas comerciales marítimas y aéreas. El Puerto de Singapur, gestionado por los operadores portuarios PSA International y Jurong Port, fue el segundo puerto con más tráfico del mundo en 2005 en términos de carga gestionada, con 1150 millones de toneladas brutas, y en términos de tráfico de contenedores, con 23.2 millones de contenedores de veinte pies (TEU). Es asimismo el segundo más importante del mundo, por detrás de Shanghái, en términos de toneladas de carga con 423 millones de toneladas gestionadas. Además, es el puerto con mayor número de operaciones de embarcaciones y el centro de repostaje más grande del mundo.
Singapur es un centro de conexiones aéreas para el sureste de Asia y sirve como parada técnica en la ruta Canguro entre Sídney y Londres. Hay ocho aeropuertos en el país, y el Aeropuerto de Singapur Changi ostenta una red de ochenta aerolíneas que conectan Singapur a doscientas ciudades en sesenta y ocho países. Ha sido designado como uno de los mejores aeropuertos internacionales por las revistas de viajes internacionales, incluyendo el galardón de mejor aeropuerto del mundo por primera vez en 2006 por Skytrax. La aerolínea nacional es Singapore Airlines.

### Estadísticas de transporte público
De acuerdo con el reporte realizado por Moovit en julio de 2017, el promedio de tiempo que las personas pasan en transporte público en Singapur, por ejemplo desde y hacia el trabajo, en un día de la semana es de 84 min, mientras que el 25 % de las personas pasan más de dos horas todos los días. El promedio de tiempo que las personas esperan en una parada o estación es de 12 min, mientras que el 11 % de las personas esperan más de 20 minutos cada día. La distancia promedio que la gente suele recorrer en un solo viaje es de 7.3 km, mientras que el 16 % viaja por más de 12 km en una sola dirección.

## Demografía

Mujeres de etnia china, malaya e india en Singapur, hacia 1890.

A mediados de 2015, la población estimada de Singapur era de 5 535 000 habitantes, de las cuales 3 375 000 (60.98 %) eran ciudadanos, mientras que las restantes 2 160 000 (39.02 %) eran residentes permanentes (527 700) o extranjeros/trabajadores extranjeros/dependientes (1 632 300). Según el censo más reciente del país en 2010, casi el 23 % de los residentes de Singapur (es decir, ciudadanos y residentes permanentes) eran nacidos en el extranjero (lo que significa que alrededor del 10 % de los ciudadanos de Singapur eran ciudadanos naturalizados nacidos en el extranjero); si se contaba a los no residentes, casi el 43 % de la población total nació en el extranjero.
El mismo censo también informó que alrededor del 74.1 % de los residentes eran de ascendencia china, 13.4 % de ascendencia malaya, 9.2 % de ascendencia india y 3.3 % de otros descendientes (incluyendo eurasiático). Antes de 2010, cada persona podía inscribirse como miembro de una sola raza, por defecto de su padre, por lo tanto, las personas de raza mixta estaban agrupadas únicamente en la raza de su padre en los censos del gobierno. A partir de 2010, las personas pueden registrarse utilizando una clasificación multirracial, en la que pueden elegir una raza primaria y una secundaria, pero no más de dos.

Rascacielos residenciales frente al parque Bishan.

El 90.3 % de los hogares residentes (es decir, los hogares encabezados por un ciudadano de Singapur o un residente permanente) son propietarios de las viviendas en que viven y el tamaño medio del hogar es de 3.43 personas (que incluyen dependientes que no son ciudadanos ni residentes permanentes). Sin embargo, debido a la escasez de tierra, el 80.4 % de los hogares residentes viven en viviendas subvencionadas de viviendas públicas conocidas como «apartamentos HDB» debido a la Junta de Vivienda y Desarrollo responsable de la vivienda pública en el país. Además, el 75.9 % de los hogares residentes viven en propiedades que son iguales o más grandes que una vivienda unifamiliar de cuatro habitaciones (es decir, tres dormitorios más una sala de estar) en HDB o en viviendas privadas. Los trabajadores domésticos extranjeros que viven en el país son muy comunes en Singapur, con alrededor de 224 500 trabajadores domésticos extranjeros, a diciembre de 2013.
La edad media de los residentes de Singapur es de 39.3 y la tasa de fecundidad total se estima en 0.8 niños por mujer en 2014, la más baja del mundo y un grave problema para el país, ya que está muy por debajo de los 2.1 necesarios para reemplazar a la población. Para superar este problema, el gobierno de Singapur ha estado animando a los extranjeros a inmigrar a Singapur durante las últimas décadas. El gran número de inmigrantes ha impedido que la población de Singapur declinara.

### Idiomas

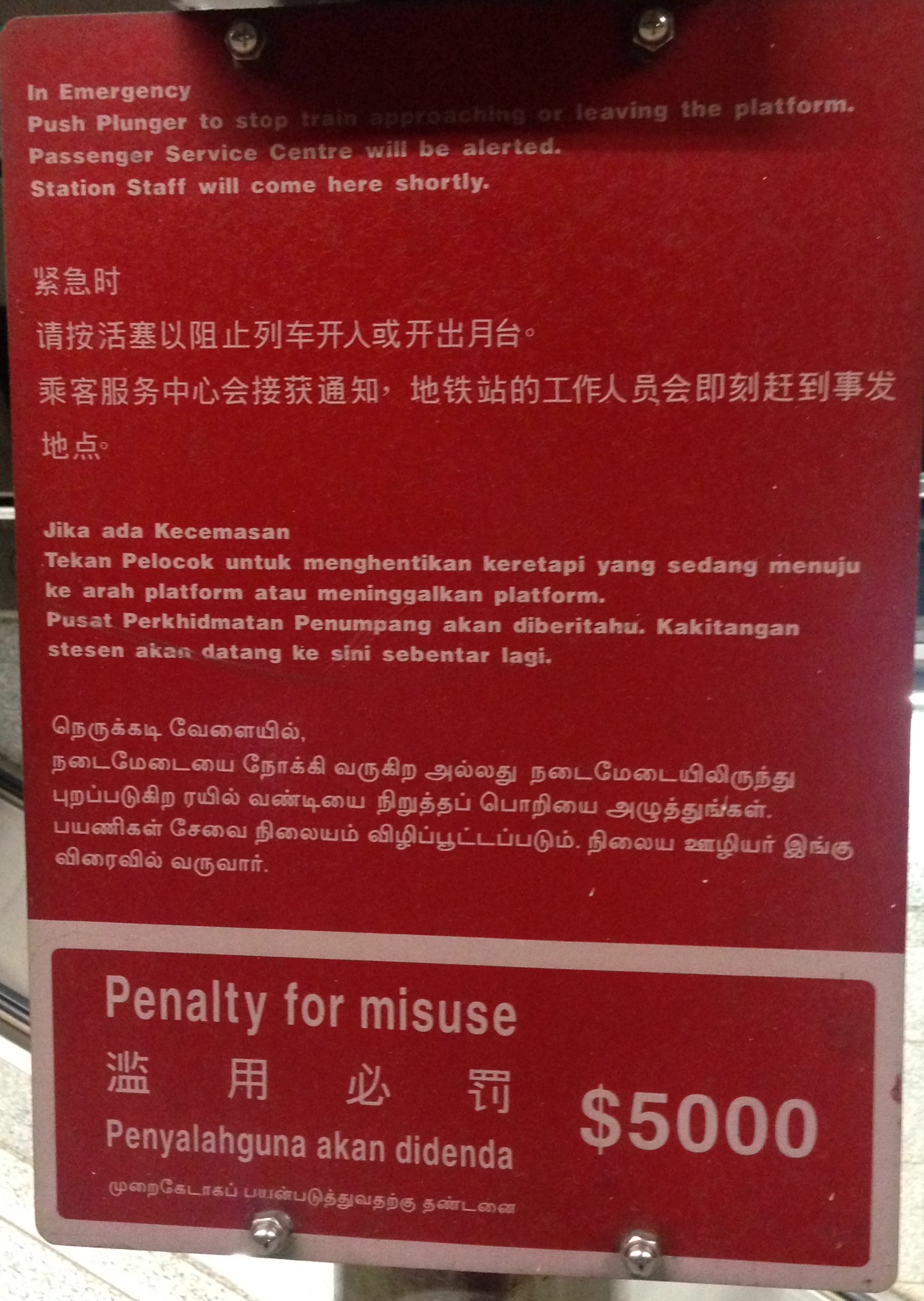
Señal multilingüe en Singapur para el Sistema de Tren ligero. Los idiomas de arriba abajo son inglés, chino, malayo y tamil.

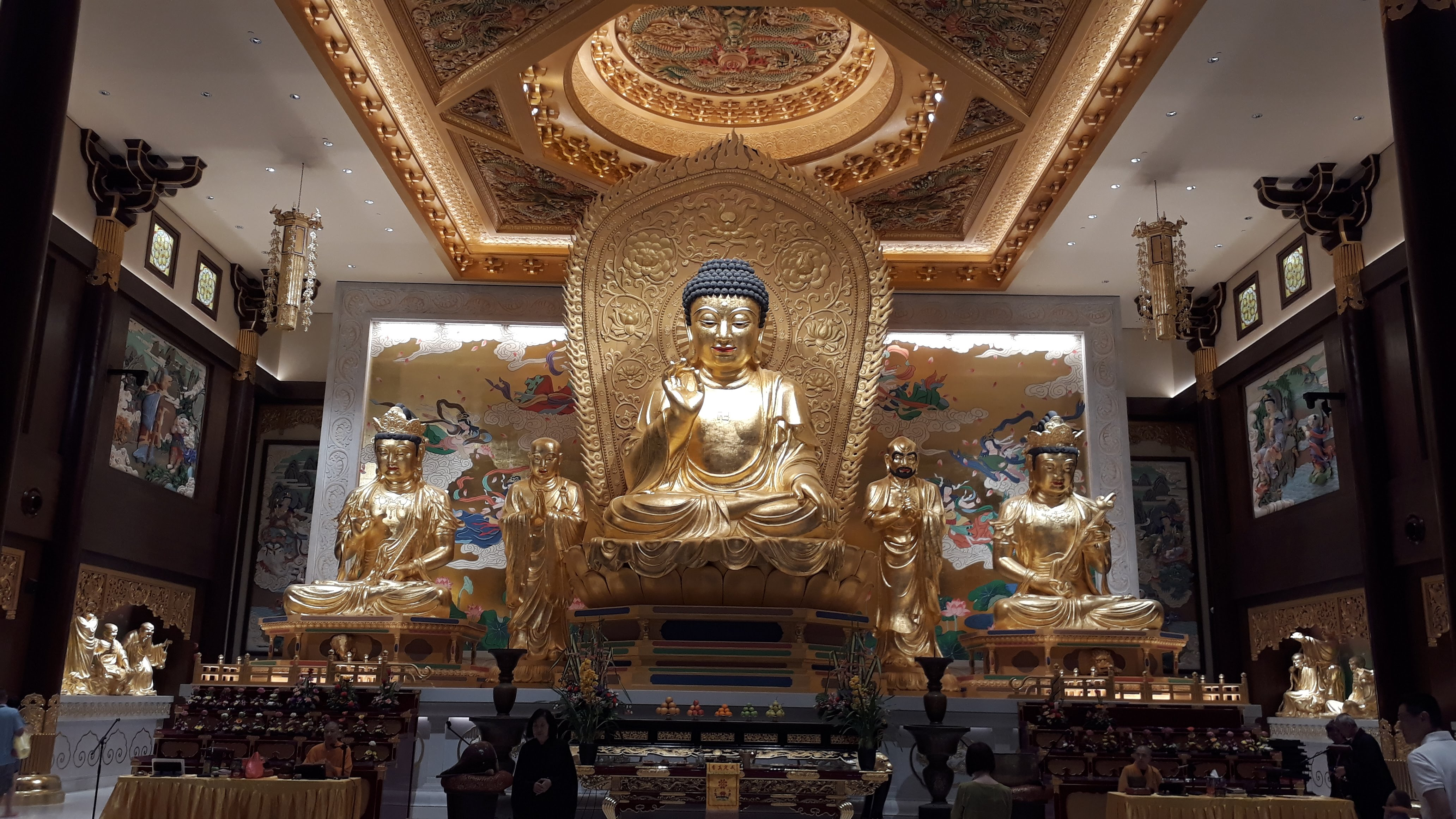
Sala del Santuario Principal de la Logia Budista de Singapur.

Singapur tiene cuatro idiomas oficiales: inglés, malayo, mandarín y tamil. El inglés es el idioma común y es el idioma de los negocios, el gobierno y el medio de instrucción en las escuelas. Los organismos públicos de Singapur, como el Servicio Público de Singapur (que incluye a la Administración Pública de Singapur y otras agencias), llevan a cabo sus actividades en inglés, y los documentos oficiales escritos en un idioma oficial que no sea el inglés, como el malayo, el chino o el tamil, suelen ser traducidos al inglés para ser aceptados en su presentación.
La Constitución de Singapur y todas las leyes están escritas en inglés, y se requieren intérpretes si se desea dirigirse a los Tribunales de Singapur en un idioma distinto del inglés. El inglés es la lengua nativa de solo un tercio de todos los singapurenses, con aproximadamente una cuarta parte de todos los malayos de Singapur, un tercio de todos los chinos de Singapur y la mitad de los indios singapurenses que lo hablan como lengua materna. El 20 % de los singapurenses no sabe leer ni escribir en inglés.
Los singapurenses son, en su mayoría, bilingües, con el inglés como lengua común y usualmente la lengua materna como segunda lengua enseñada en las escuelas, a fin de preservar la identidad y los valores étnicos de cada individuo. Los idiomas oficiales entre los singapurenses son el inglés (80 % de alfabetización), el mandarín (65 % de alfabetización), el malayo (17 % de alfabetización) y el tamil (4 % de alfabetización). El inglés de Singapur se basa en el inglés británico, y las formas de inglés hablado en Singapur se extienden del inglés estándar de Singapur a una forma coloquial conocida como Singlish, que es desaprobado por el gobierno.
El mandarín es el idioma que se habla como la lengua materna del mayor número de singapurenses, la mitad de ellos. El mandarín singapurense es la versión más común de chino en el país, con 1.2 millones de usuarios como su idioma natal. Casi medio millón habla otras variedades de chino, principalmente el hokkien, teochew y cantonés, como su lengua vernácula, aunque el uso de estas está declinando en favor del mandarín y del inglés.
El malayo fue elegido como lengua nacional por el gobierno del micro-estado después de la independencia de Gran Bretaña en los años 1960 para evitar la fricción con los vecinos de Singapur que hablan malayo: Malasia e Indonesia. Tiene un propósito simbólico, más que funcional. Se utiliza en el himno nacional «Majulah Singapura», en citas de orden y decoraciones singapurenses, y en comandos militares. En general, el malayo se habla principalmente dentro de la comunidad malaya de Singapur, con solo 17 % de todos los singapurenses alfabetizados en malayo, y solo el 12 % lo utilizan como su lengua materna.
Alrededor de cien mil —o el 3 %— de los singapurenses hablan tamil como lengua materna. El tamil tiene estatus oficial en Singapur y no ha habido intentos de desalentar el uso de otros idiomas indios.

### Religión
Por motivos de orden, el Gobierno de Singapur realiza un censo para medir la etnia y la religión de sus ciudadanos cada diez años, lo que permite tener una idea de la diversidad religiosa y la evolución de la misma.
La mayoría de las principales confesiones religiosas están presentes en Singapur, con la Organización Interreligiosa de Singapur (IRO) reconociendo diez religiones principales en la ciudad estado. Un análisis de 2014 del Pew Research Center encontró que Singapur es la nación con mayor diversidad religiosa del mundo.
El budismo es la religión más practicada en Singapur: el 31 % de la población residente se declaró adepta en el censo más reciente. Le siguen el cristianismo, el islam, el taoísmo y el hinduismo. El 20 % de la población no tiene afiliación religiosa. La proporción de cristianos y no religiosos aumentó entre 2000 y 2010 en unos tres puntos porcentuales cada uno, mientras que la de budistas disminuyó. La proporción de otras religiones en la población se mantuvo prácticamente estable.

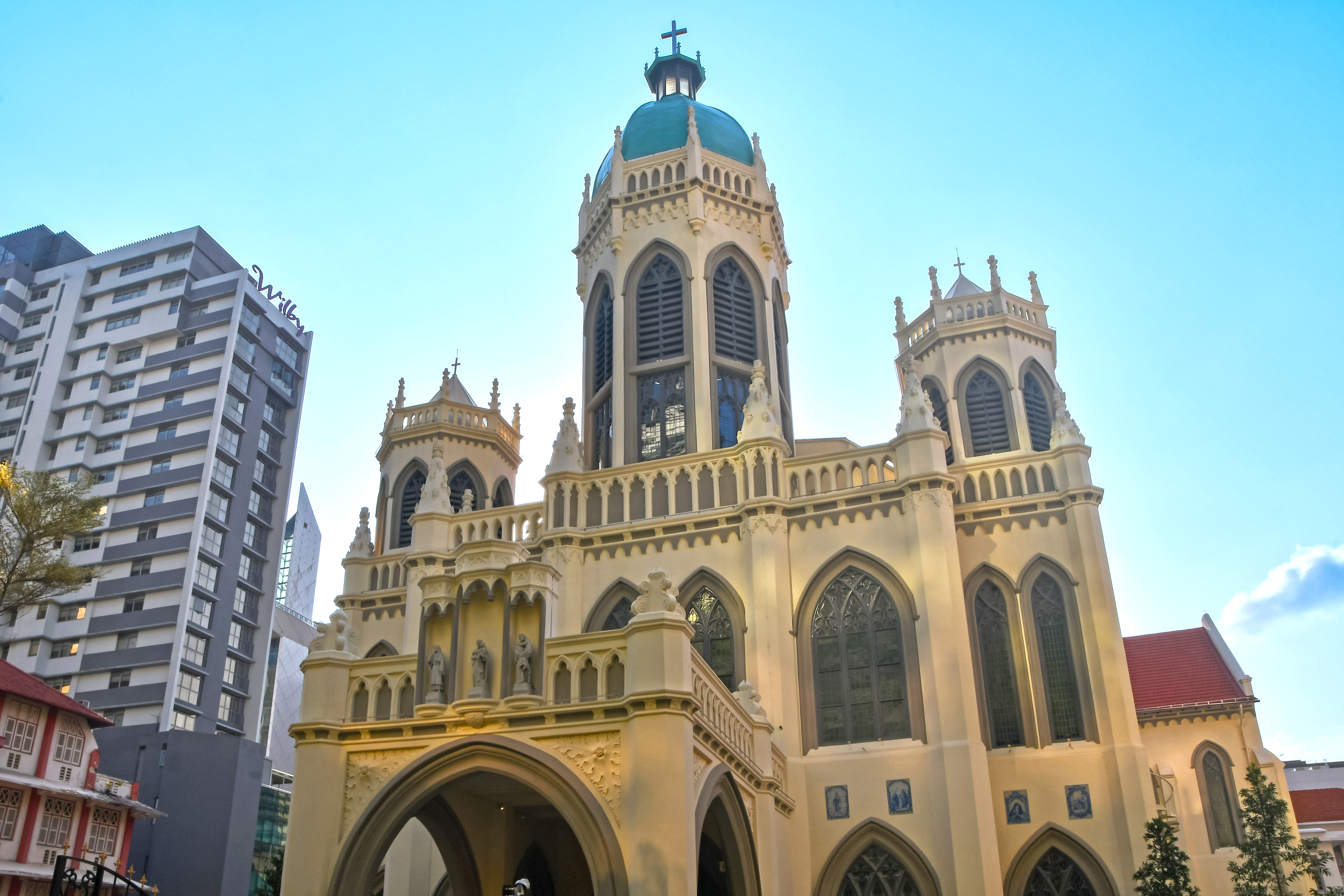
Iglesia Católica de San José en Singapur.

En Singapur hay monasterios y centros de Dharma de las tres principales tradiciones del budismo: Theravada, Mahayana y Vajrayana. La mayoría de los budistas de Singapur son chinos y pertenecen a la tradición Mahayana, ya que desde hace varias décadas llegan al país misioneros procedentes de China. Sin embargo, el budismo Theravada de Tailandia ha experimentado una creciente popularidad entre la población (no sólo china) durante la última década. La religión de Soka Gakkai International, una organización budista japonesa, es practicada por muchas personas en Singapur, y sobre todo por las de ascendencia china. El budismo tibetano también se ha introducido lentamente en el país en los últimos años. Además de estos grupos religiosos, existen minorías pequeñas de judíos (aproximadamente trescientas), yainas, sijes y zoroastrianos.
El 18.9 % de los singapurenses se identificaron como cristianos en el censo de 2020. De ellos, el 35.8 % o 220 900 personas se identificaron como miembros de la Iglesia Católica lo que la convierte en la denominación cristiana más seguida en el país. Entre los protestantes, la Iglesia Metodista de Singapur es la mayor confesión, con unos 42 000 miembros en cuarenta y seis iglesias, además de la ortodoxa. En las dos últimas décadas han surgido destacadas mega iglesias con el auge del Movimiento Carismático; entre ellas se encuentran la Iglesia de la Nueva Creación, la Iglesia de la Cosecha de la Ciudad y la Iglesia Bautista de la Comunidad de la Fe, que se cuentan entre las diez mayores organizaciones benéficas de Singapur, según un informe de The Straits Times de 2019.

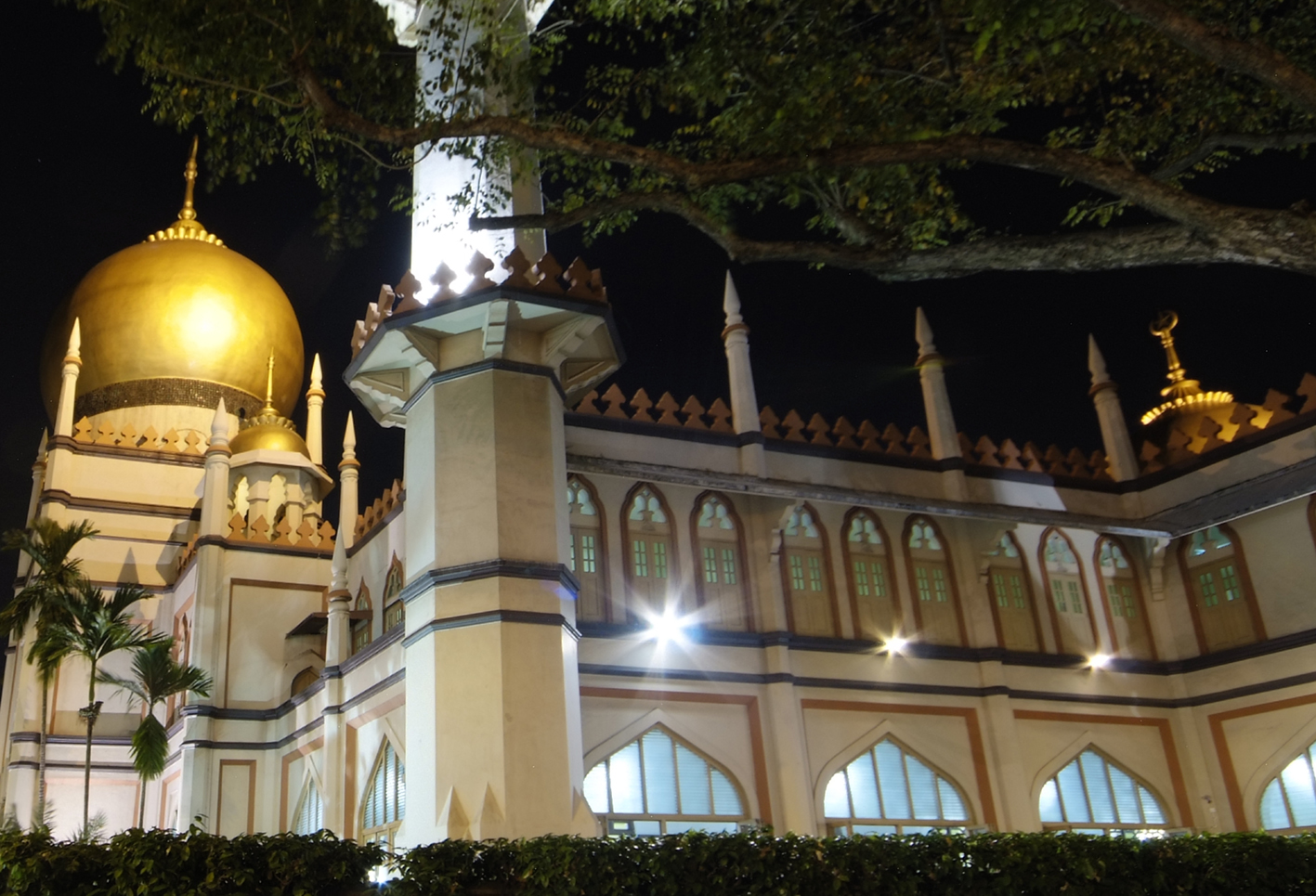
La Mezquita del Sultán en Singapur.

La religión en Singapur, al igual que en sus vecinos Malasia e Indonesia, está muy ligada a la identidad étnica. Así, la mayoría de chinos son budistas, la mayoría de malayos son musulmanes (de hecho, el porcentaje de malayos y de musulmanes es prácticamente idéntico) y la mayoría de indios son hindúes. Donde existe más diversidad es en la comunidad china que, aunque mayormente budista, también tiene entre sus miembros un buen número de cristianos.
La Iglesia de la Unificación (de Sun Myung Moon) y los Testigos de Jehová son ilegales en Singapur, por lo que tienen prohibido predicar y distribuir material proselitista, ya que el Gobierno clasifica a ambas como sociedades ilegales, y en particular se condenó a la segunda por ser «una religión perjudicial para el bienestar y el orden público porque se oponía al servicio nacional, recitando la promesa nacional o cantando el himno nacional».
En general Singapur es un país que, desde tiempo colonial, se ha caracterizado por la tolerancia religiosa. Las instituciones gubernamentales y educativas promueven la enseñanza de la tolerancia y convivencia entre las religiones, e incluso existen centros religiosos donde diferentes confesiones rezan unidas, como, por ejemplo, el Templo Loyang Tua Pek Kong conocido por ser un lugar de reunión de budistas, hindúes y musulmanes. Es una sociedad cosmopolita e industrializada, en el que la religión es importante entre sus habitantes, y muchos de los edificios más grandes de la ciudad son templos y centros religiosos.

### Salud
El sistema de salud fue catalogado como el sexto mejor del mundo por la Organización Mundial de la Salud en el año 2000. Es un sistema mayormente público, financiado a través de una combinación de subsidios públicos, aportes obligatorios de los trabajadores y sistemas de copago. El sistema se financia principalmente a través de tres programas:
- MediSave: es un programa nacional de seguro médico al cual contribuyen de forma obligatoria los trabajadores, aportando entre un 8-10.5 % de sus ingresos. Este programa permite incluir familiares, y los fondos allí acumulados financian todos los gastos médicos de los integrantes de la familia en las instituciones públicas.[119]
- MediShield Life: es un programa nacional que cubre específicamente grandes cuentas médicas, generalmente causadas por graves problemas de salud, accidentes o enfermedades severas.[119]
- MediFund: es el programa del gobierno destinado espcíficamente a las personas de bajos recursos que no pueden cubrir un plan de salud. Quienes requieran este tipo de cobertura deben contar con una aprobación por parte del Ministerio de Salud para acceder al mismo.[119][120][121]

En la ciudad de Singapur se encuentra el Hospital Kwong Wai Shiu.

## Educación

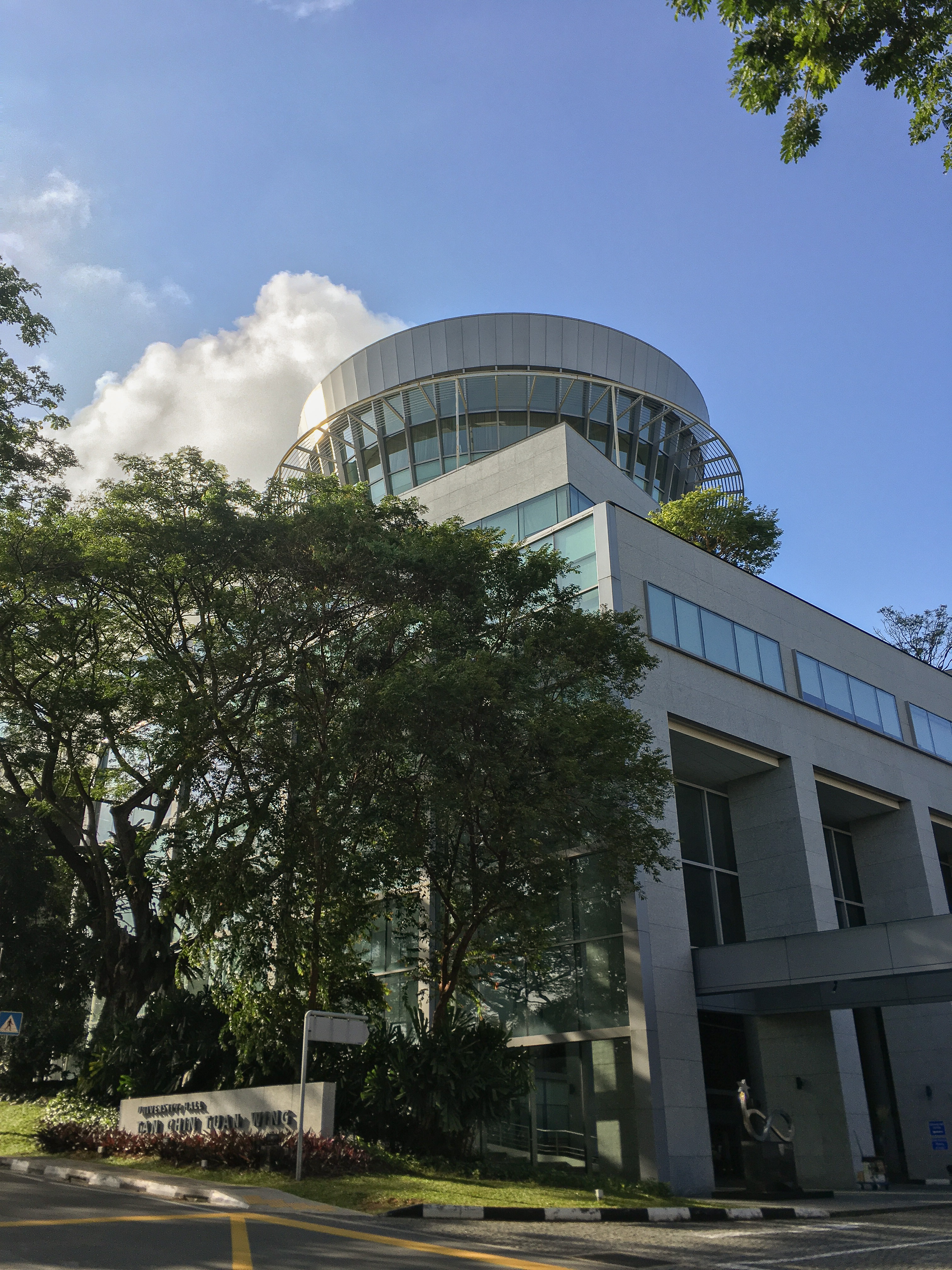
La Universidad Nacional de Singapur es una de las seis universidades autónomas

La educación en Singapur es un sistema financiado por el Estado que abarca los niveles primario, secundario y terciario. Todos los centros educativos, tanto públicos como privados, deben registrarse en el Ministerio de Educación (MOE). El inglés es la lengua principal de enseñanza en todos los centros públicos, y todas las asignaturas se imparten y examinan en inglés, salvo el examen de lengua materna. Curiosamente, en el sistema educativo de Singapur, el término «lengua materna» se refiere a la segunda lengua, ya que el inglés se considera la primera. Para los estudiantes que han estado en el extranjero o cuya lengua materna les resulta difícil, se prevén disposiciones que les permiten seguir un plan de estudios más sencillo o abandonar la asignatura.
El sistema educativo se estructura en tres etapas: primaria, secundaria y preuniversitaria. La educación primaria, obligatoria, comienza con seis años de escolarización, que constan de un curso básico de cuatro años y una etapa de orientación de dos años. El plan de estudios hace hincapié en el desarrollo del inglés, la lengua materna, las matemáticas y las ciencias. La educación secundaria dura de cuatro a cinco años y se divide en Exprés, Normal (Académica) y Normal (Técnica), según el nivel del alumno. Los cursos de este nivel son similares a los de primaria, pero las clases son más especializadas.
La enseñanza preuniversitaria se imparte en los veintiún Junior Colleges o en el Instituto Millennia, con una duración de dos y tres años respectivamente. Sin embargo, existen cursos alternativos en otras instituciones de educación postsecundaria, como los cinco politécnicos y los tres colegios postsecundarios. Singapur cuenta con seis universidades públicas, y la Universidad Nacional de Singapur y la Universidad Tecnológica de Nanyang figuran entre las veinte mejores del mundo.
Los exámenes nacionales están estandarizados en todas las escuelas, con una prueba después de cada etapa. El Primary School Leaving Examination (PSLE) se realiza después de los seis primeros años de educación y determina el acceso a la enseñanza secundaria. Los exámenes O-Level o N-Level se realizan al final de la etapa secundaria, seguidos de los exámenes GCE A-Level al final de la etapa preuniversitaria. Algunas escuelas, conocidas como escuelas autónomas, tienen cierto grado de libertad en su plan de estudios para la enseñanza secundaria y superior.
Singapur también está reconocido como hub educativo, ya que en 2006 acogió a más de ochenta mil estudiantes internacionales. Un número significativo de estudiantes, sobre todo de Malasia, cruzan a diario la calzada Johor-Singapur para asistir a escuelas de Singapur. En 2009, los estudiantes internacionales representaban el 20 % de todos los alumnos de las universidades singapurenses, el tope máximo permitido, y la mayoría procedía de la ASEAN, China e India.

Los estudiantes singapurenses han sobresalido sistemáticamente en las pruebas de referencia mundiales en matemáticas, ciencias y lectura. En 2015, tanto sus alumnos de primaria como de secundaria ocuparon el primer puesto en la clasificación mundial de rendimiento escolar de la OCDE en setenta y seis países. En 2016, los alumnos singapurenses encabezaron tanto el Programa para la Evaluación Internacional de los Estudiantes (PISA) como el Estudio Internacional de Tendencias en Matemáticas y Ciencias (TIMSS). Además, en el Índice EF de Competencia en Inglés de 2016, realizado en setenta y dos países, Singapur ocupó el sexto lugar, destacando como el único país asiático entre los diez primeros.

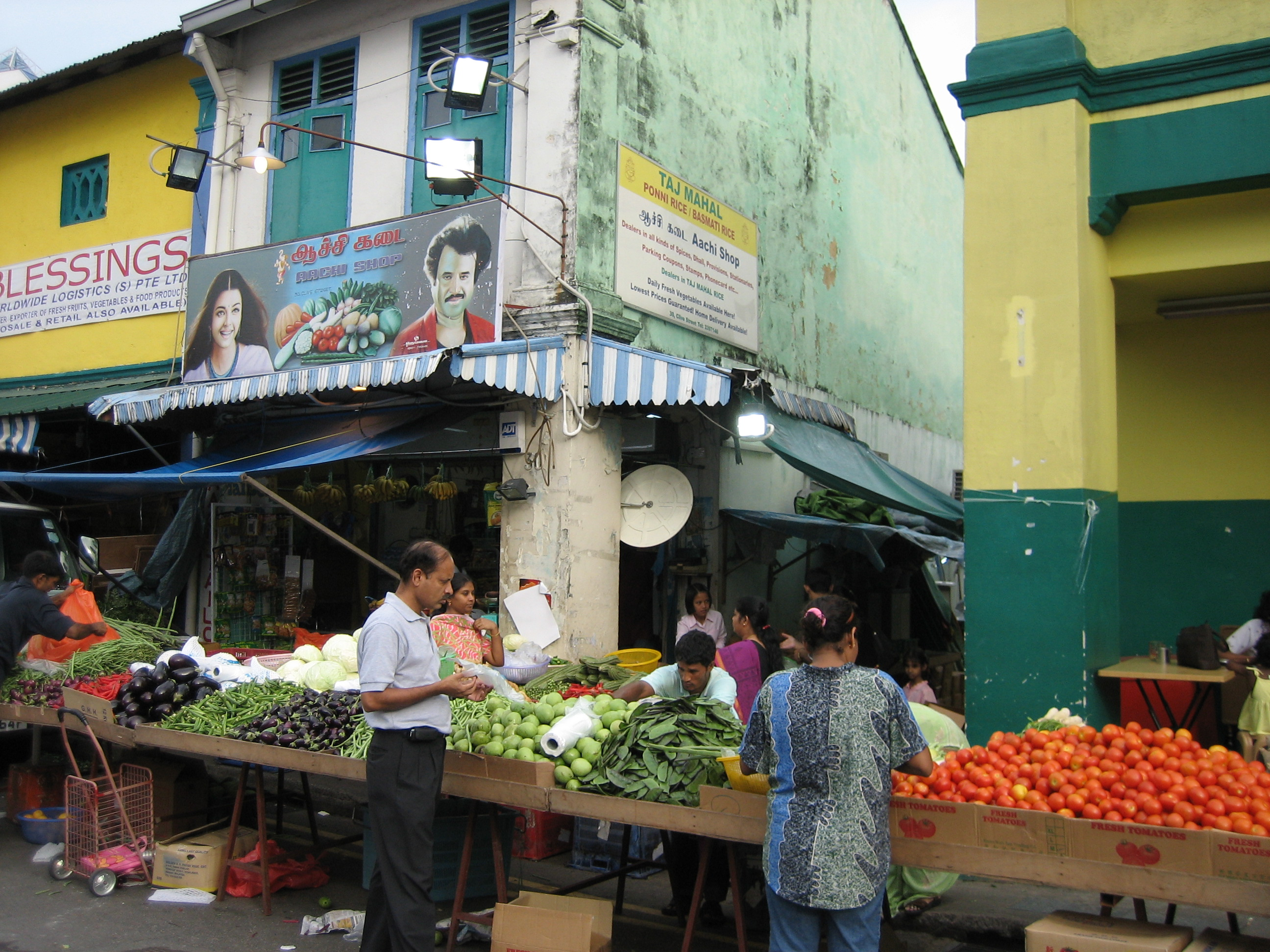
Mercado de frutería en Little India, Singapur.

## Cultura

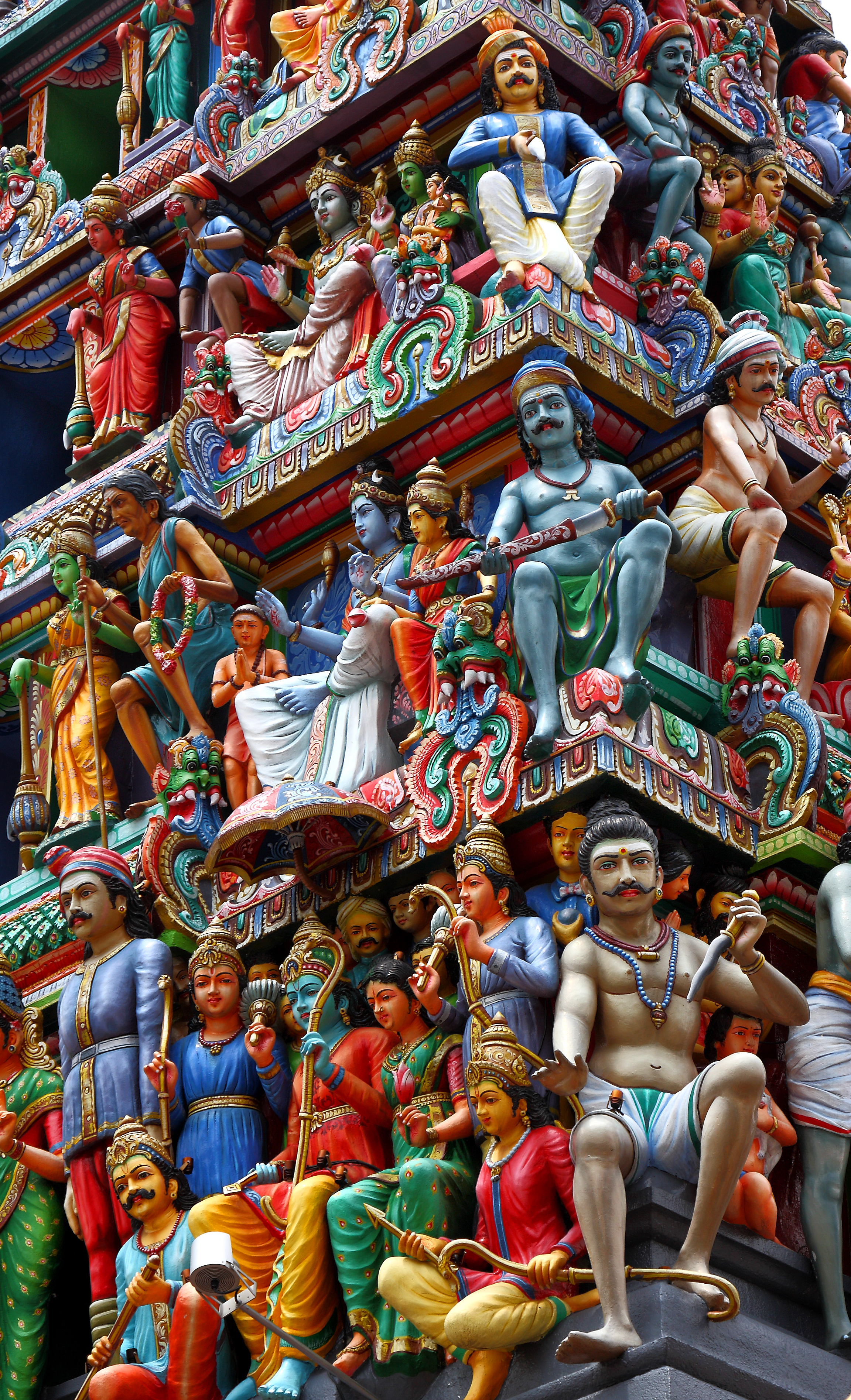
Detalles ornamentados en la parte superior del templo Sri Mariamman en el distrito de Chinatown, el templo hindú más antiguo de Singapur desde 1827.

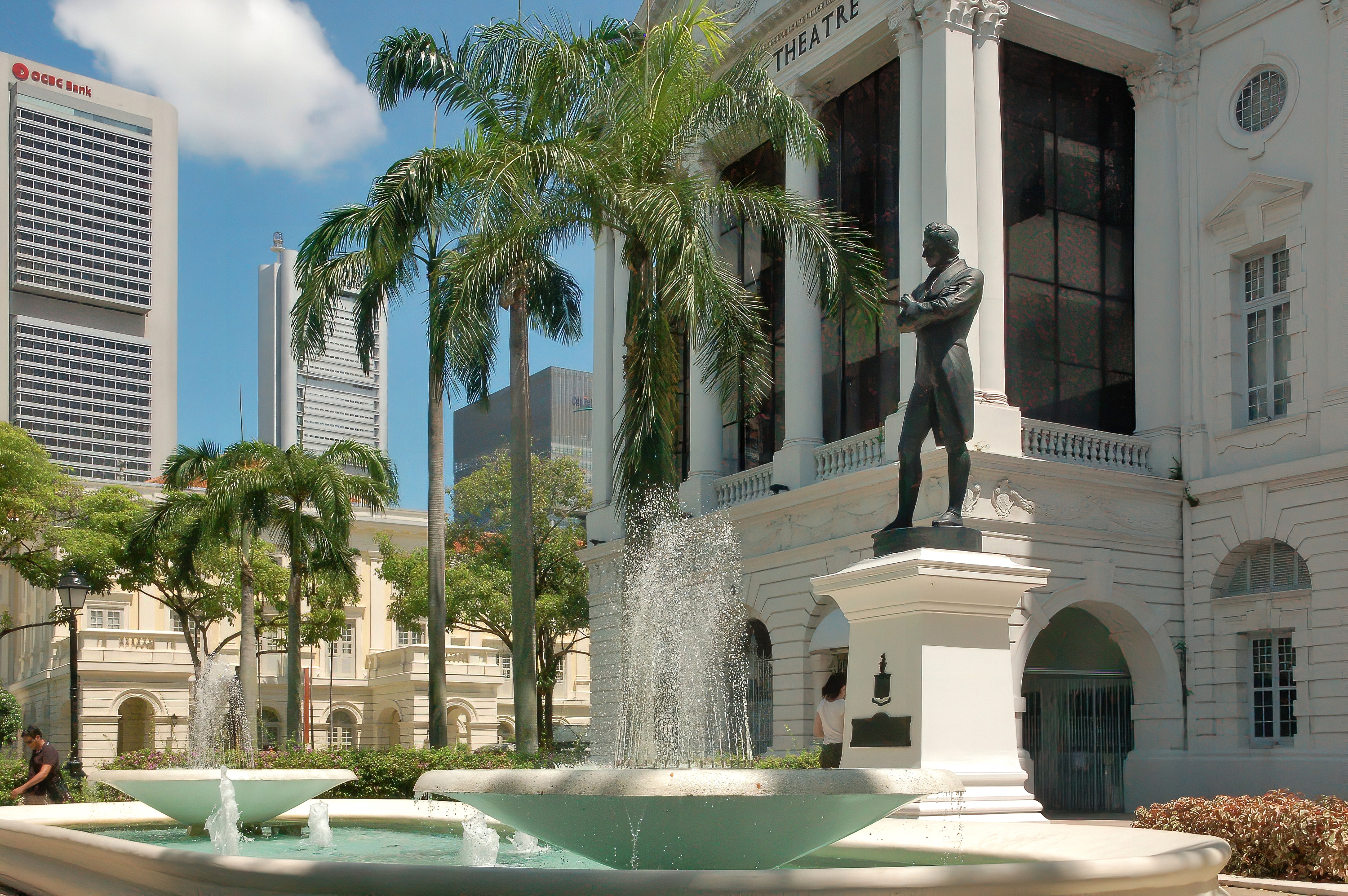
Victoria Theatre.

A pesar de su pequeño tamaño, Singapur tiene una diversidad de idiomas, religiones y culturas. Los ex primeros ministros de Singapur, Lee Kuan Yew y Goh Chok Tong, han declarado que Singapur no se ajusta a la descripción tradicional de una nación, calificándola de sociedad en transición, señalando el hecho de que los singapurenses no todos hablan el mismo idioma, comparten la misma religión o tienen las mismas costumbres. Los comportamientos y actitudes de cada singapurense están influenciados, entre otras cosas, por su idioma materno y su religión. Los singapurenses que hablan inglés como lengua materna tienden a inclinarse hacia la cultura occidental y la cultura cristiana, mientras que los que hablan chino como lengua materna tienden a inclinarse hacia la cultura china y el confucianismo. Los singapurenses de habla malaya tienden a inclinarse hacia la cultura malaya, que a su vez está estrechamente vinculada a la cultura islámica. La armonía racial y religiosa es considerada por los singapurenses como una parte crucial del éxito de Singapur y desempeñó un papel en la construcción de una identidad singapurense.
Cuando Singapur se independizó del Reino Unido en 1963, la mayoría de sus ciudadanos eran trabajadores temporales sin intención de quedarse de forma permanente. También había una minoría considerable de personas de clase media nacidas localmente, conocidas como peranakans o baba-nyonya, descendientes de inmigrantes chinos de los siglos XV y XVI. Con la excepción de los peranakans que prometieron su lealtad a Singapur, la mayoría de las lealtades de los trabajadores recaían en sus respectivos países de origen, Malasia, China e India. Después de la independencia, el gobierno inició un proceso deliberado para crear una identidad y cultura de Singapur. Singapur tiene la reputación de ser un estado niñera. El gobierno también pone un gran énfasis en la meritocracia, donde uno es juzgado en función de su capacidad.
La flor nacional de Singapur es la orquídea híbrida, Vanda 'Miss Joaquim', nombrada en memoria de una mujer armenia nacida en Singapur, que cruzó la flor en su jardín en Tanjong Pagar en 1893. Muchos símbolos nacionales, como el escudo de armas de Singapur y el símbolo de la cabeza de león de Singapur, hacen uso del león, ya que Singapur se conoce como la Ciudad del León. Los principales festivales religiosos son días festivos.

### Literatura

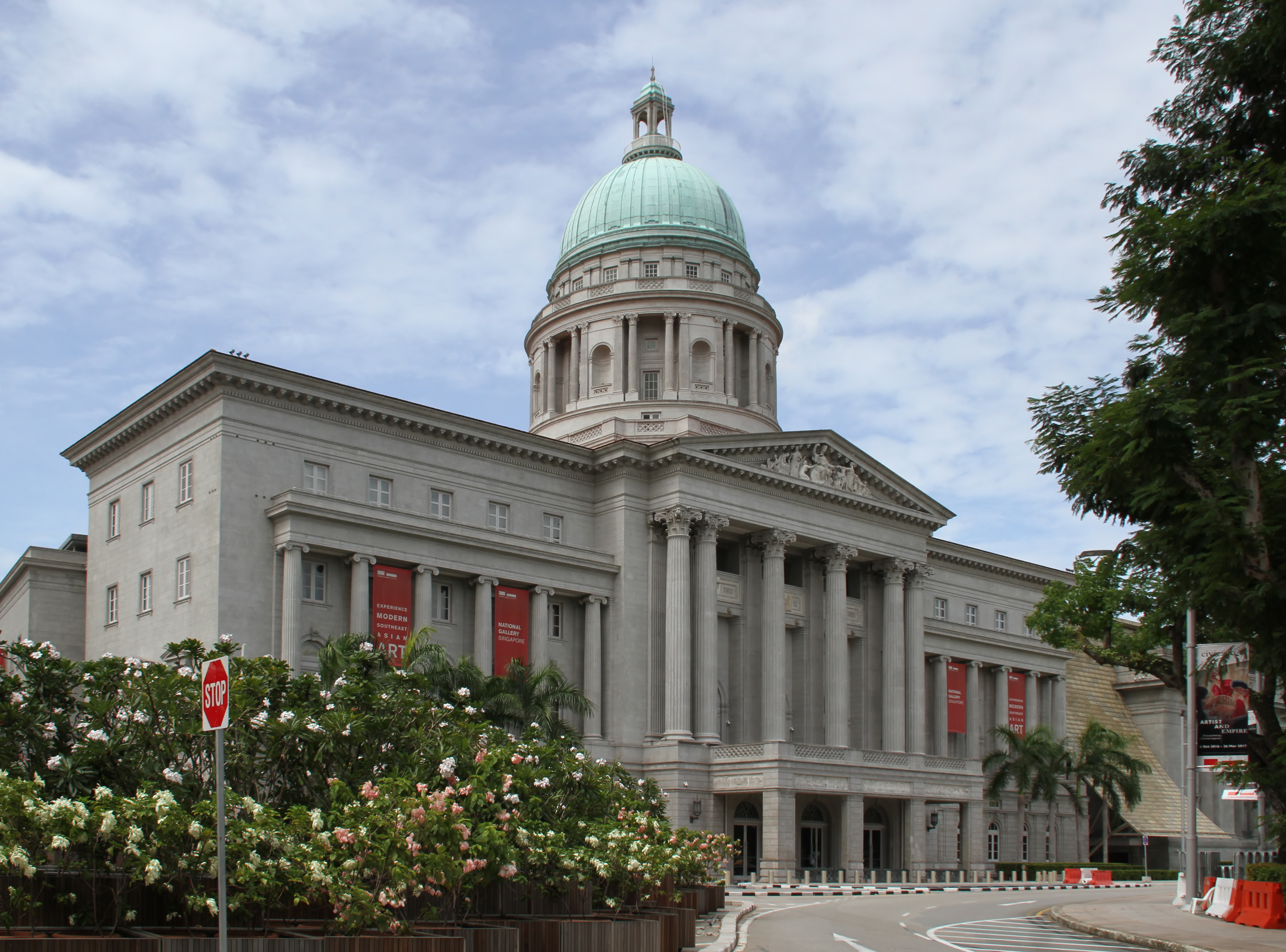
La Galería Nacional de Singapur alberga la colección pública más grande del mundo de arte de Singapur y del sudeste asiático.

Durante la década de 1990, cuando se creó el Consejo Nacional de las Artes para encabezar el desarrollo de las artes escénicas, junto con las formas de arte visual y literario. La Galería Nacional de Singapur es el museo insignia de la nación con unas ocho mil obras de artistas singapurenses y del Sudeste Asiático. El Museo de Arte de Singapur se centra en el arte contemporáneo. El Museo de Diseño Red Dot se dedica al arte y el diseño de objetos para la vida cotidiana y alberga más de mil artículos de cincuenta países. El Museo ArtScience en forma de loto alberga exposiciones itinerantes que combinan el arte con las ciencias. Otros museos importantes incluyen el Museo de las Civilizaciones Asiáticas, el Museo Peranakan y la Casa de las Artes. Esplanade es el centro de artes escénicas más grande de Singapur. Solo en 2016, fue sede de cinco mil novecientos eventos artísticos y culturales gratuitos.
La literatura de este micro-Estado comprende una colección de obras literarias de singapurenses escritas principalmente en los cuatro idiomas oficiales del país: inglés, malayo, mandarín y tamil. Se considera cada vez más que Singapur tiene cuatro subliteraturas en lugar de una sola. Muchas obras importantes se han traducido y mostrado en publicaciones como la revista literaria Singa, publicada en las décadas de 1980 y 1990 con editores como Edwin Thumboo y Koh Buck Song, así como en antologías multilingües como Rhythms: A Singaporean Millennial Anthology Of Poetry ( 2000), en el que los poemas se tradujeron todos tres veces cada uno. Varios escritores singapurenses como Tan Swie Hian y Kuo Pao Kun han contribuido con trabajos en más de un idioma.

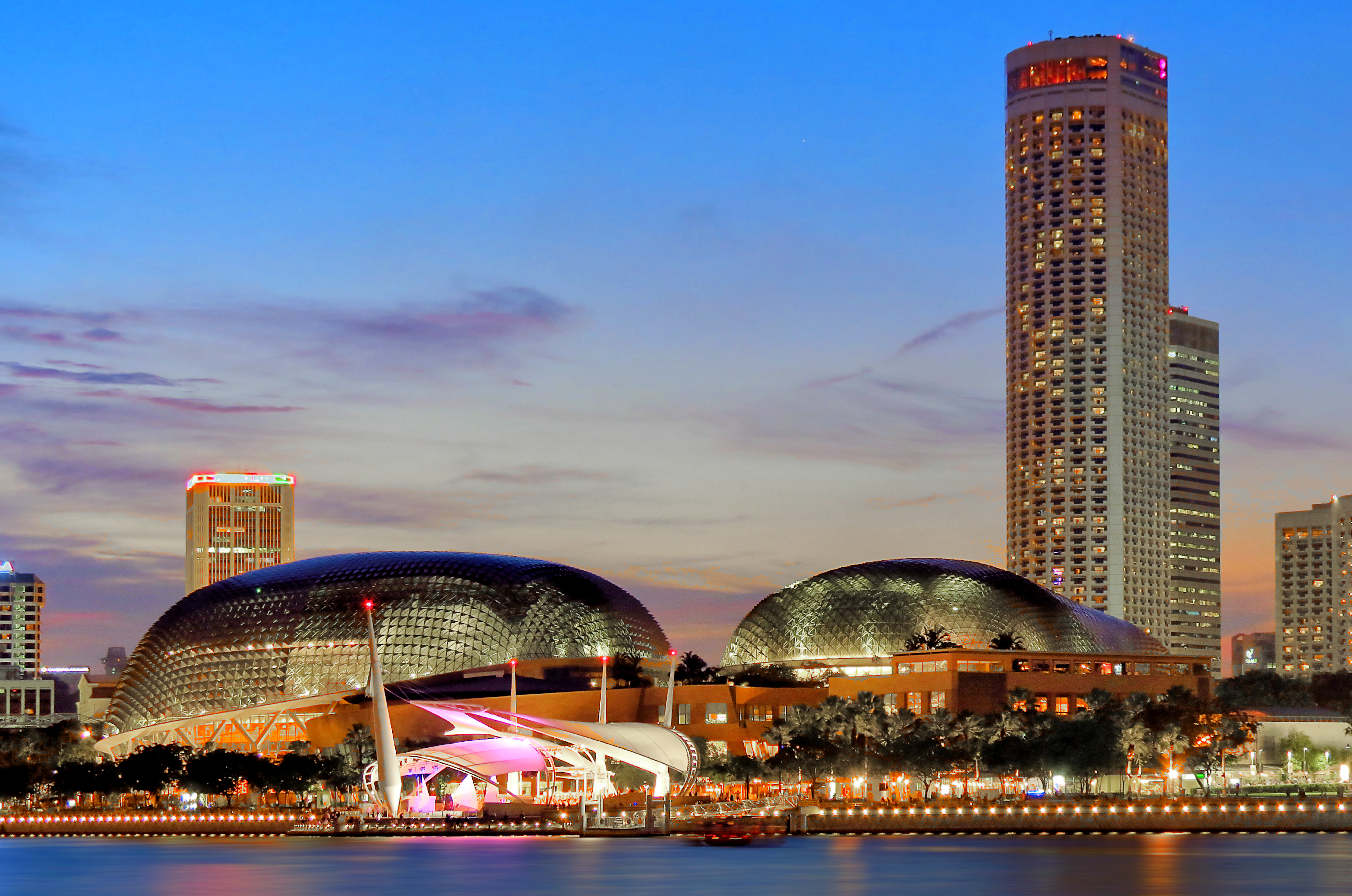
Sede de la Orquesta Sinfónica de Singapur en la Esplanada.

Singapur tiene una cultura musical diversa que va desde el pop y el rock hasta el folk y la música clásica occidental. Esta última juega un papel importante en la vida cultural a través de agrupaciones como la Orquesta Sinfónica de Singapur (SSO), fundada en 1979, o la Orquesta Nacional Juvenil de Singapur (que es financiada por el Ministerio de Educación) y la Orquesta Sinfónica de Braddell Heights. Muchas orquestas y conjuntos también se encuentran en escuelas secundarias y colegios universitarios. Varias comunidades tienen sus propias tradiciones musicales étnicas distintas: chinos, malayos, indios y euroasiáticos. Con sus formas tradicionales de música y varios estilos musicales modernos, la fusión de diferentes formas dan cuenta de la diversidad musical del país. Es un centro regional de espectáculos y festivales internacionales. Entre sus cantantes pop están Stefanie Sun, JJ Lin, Liang Wern Fook, Taufik Batisah y Dick Lee, quien es famoso por componer canciones temáticas del Día Nacional, incluido Home.

### Gastronomía

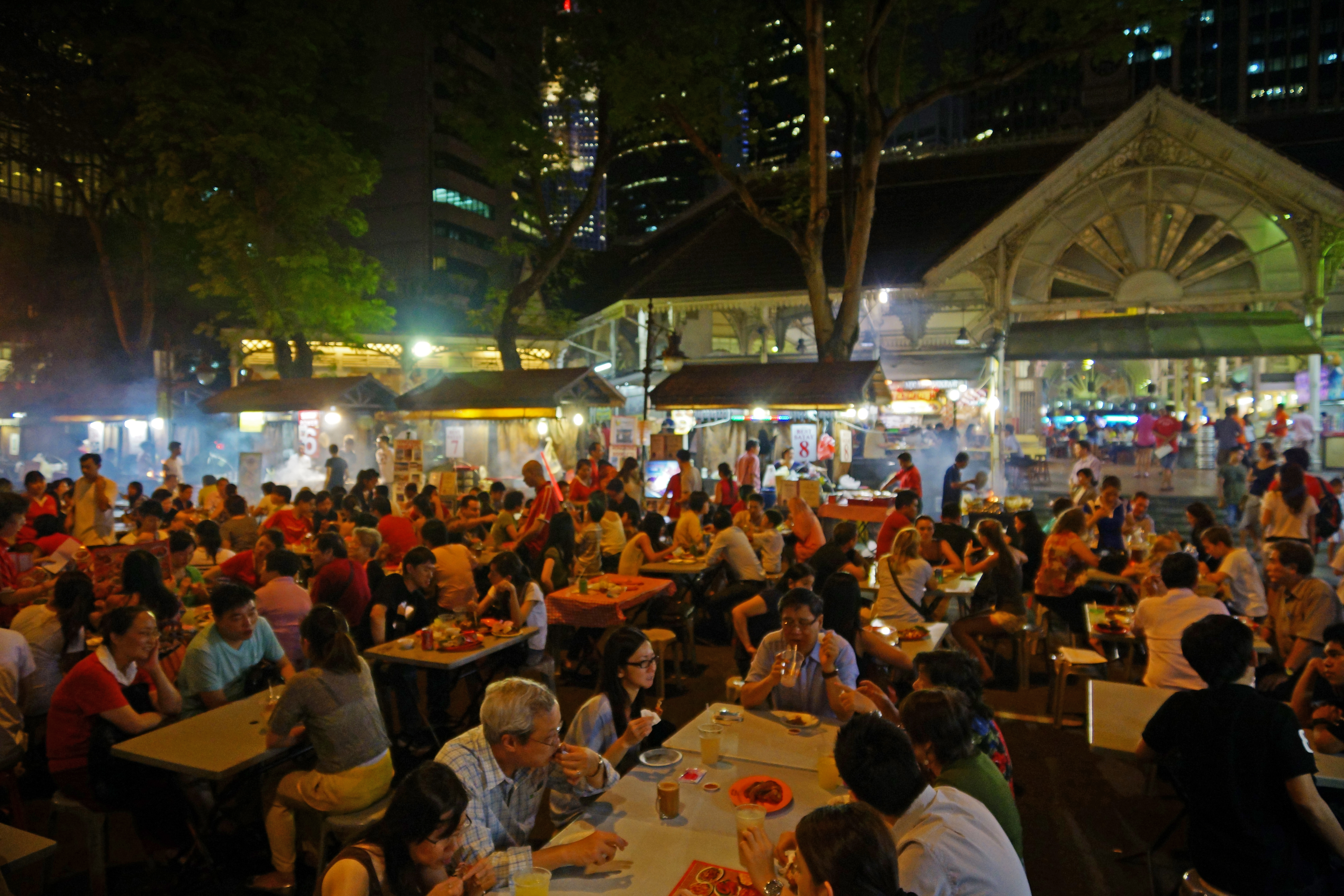
Centro de vendedores ambulantes Lau Pa Sat en el distrito financiero. Los puestos de carros de Satay llegan después del anochecer, en una calle lateral.

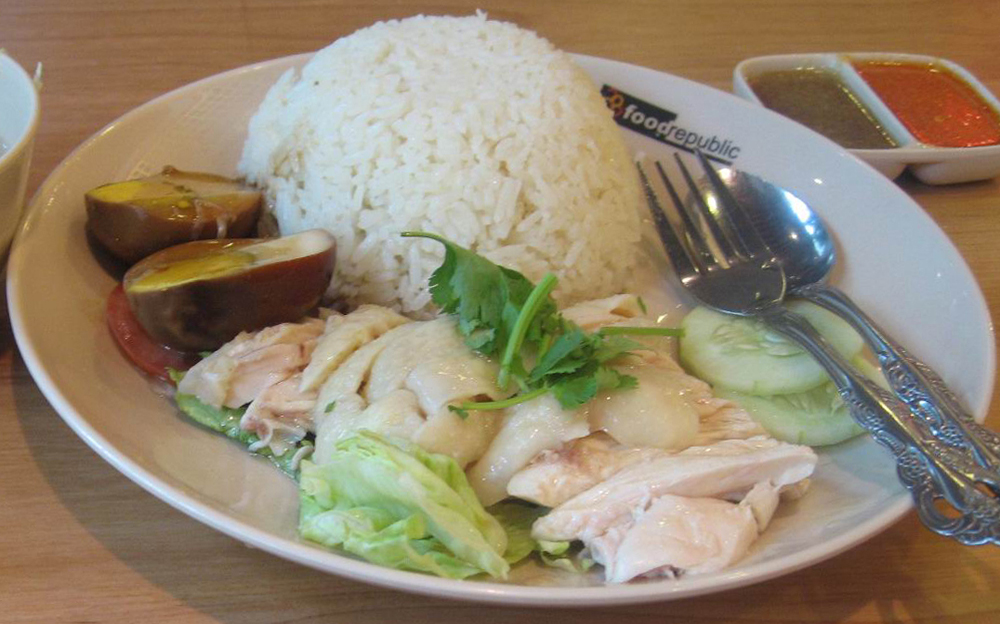
Un plato nacional de Singapur.

La diversidad de la cocina de Singapur se debe a su combinación de conveniencia, variedad, calidad y precio. Los alimentos locales suelen relacionarse con una etnia particular: china, malaya e india; pero la diversidad de la cocina ha aumentado aún más por la hibridación de diferentes estilos (por ejemplo, la cocina Peranakan, una mezcla de cocina china y malaya). En los centros de vendedores ambulantes, la difusión cultural se ejemplifica con los puestos de vendedores ambulantes tradicionalmente malayos que también venden comida tamil. Los puestos chinos pueden introducir ingredientes malayos, técnicas de cocina o platos completos en su gama de cáterin. El arroz con pollo hainanés, basado en el plato hainanés de pollo Wenchang, se considera el plato nacional de Singapur.
La ciudad-estado tiene una escena gastronómica floreciente que va desde centros de venta ambulante (al aire libre), patios de comidas (con aire acondicionado), cafeterías (al aire libre con hasta una docena de puestos de venta ambulante), cafés, comida rápida, cocinas sencillas, restaurantes informales, famosos y de alta gama. Las cloud kitchen y la entrega de alimentos también están en aumento, y el 70 % de los residentes realizan pedidos desde aplicaciones de entrega al menos una vez al mes. Muchos restaurantes de chefs famosos internacionales se encuentran dentro de los complejos turísticos integrados. Existen restricciones dietéticas religiosas (los musulmanes no comen carne de cerdo y los hindúes no comen carne de res), y también hay un grupo significativo de vegetarianos. El Festival de Comida de Singapur, que celebra la cocina de Singapur, se celebra anualmente en julio.
Antes de la década de 1980, la comida callejera la vendían principalmente inmigrantes de China, India y Malasia a otros inmigrantes que buscaban un sabor familiar. En Singapur, la comida callejera se ha asociado durante mucho tiempo con los hawker centre con áreas de asientos comunes. Por lo general, estos centros tienen decenas a cientos de puestos de comida, cada uno de los cuales se especializa en uno o más platos relacionados. Si bien la comida callejera se puede encontrar en muchos países, la variedad y el alcance de los centros de venta ambulante centralizados que sirven comida callejera tradicional en Singapur es única. En 2018, había 114 centros de vendedores ambulantes repartidos por el centro de la ciudad y las urbanizaciones del corazón. Son mantenidos por la Agencia Nacional de Medio Ambiente, que también clasifica cada puesto de comida para la higiene. El centro de vendedores ambulantes más grande se encuentra en el segundo piso del complejo Chinatown y contiene más de 200 puestos. El complejo también alberga la comida con estrella Michelin más barata del mundo: un plato de arroz con pollo con salsa de soja o fideos por 2 dólares singapurenses (1.50 dólares estadounidenses). Dos puestos de comida callejera de la ciudad son los primeros del mundo en recibir una estrella Michelin, obteniendo una única estrella cada uno.

## Deportes

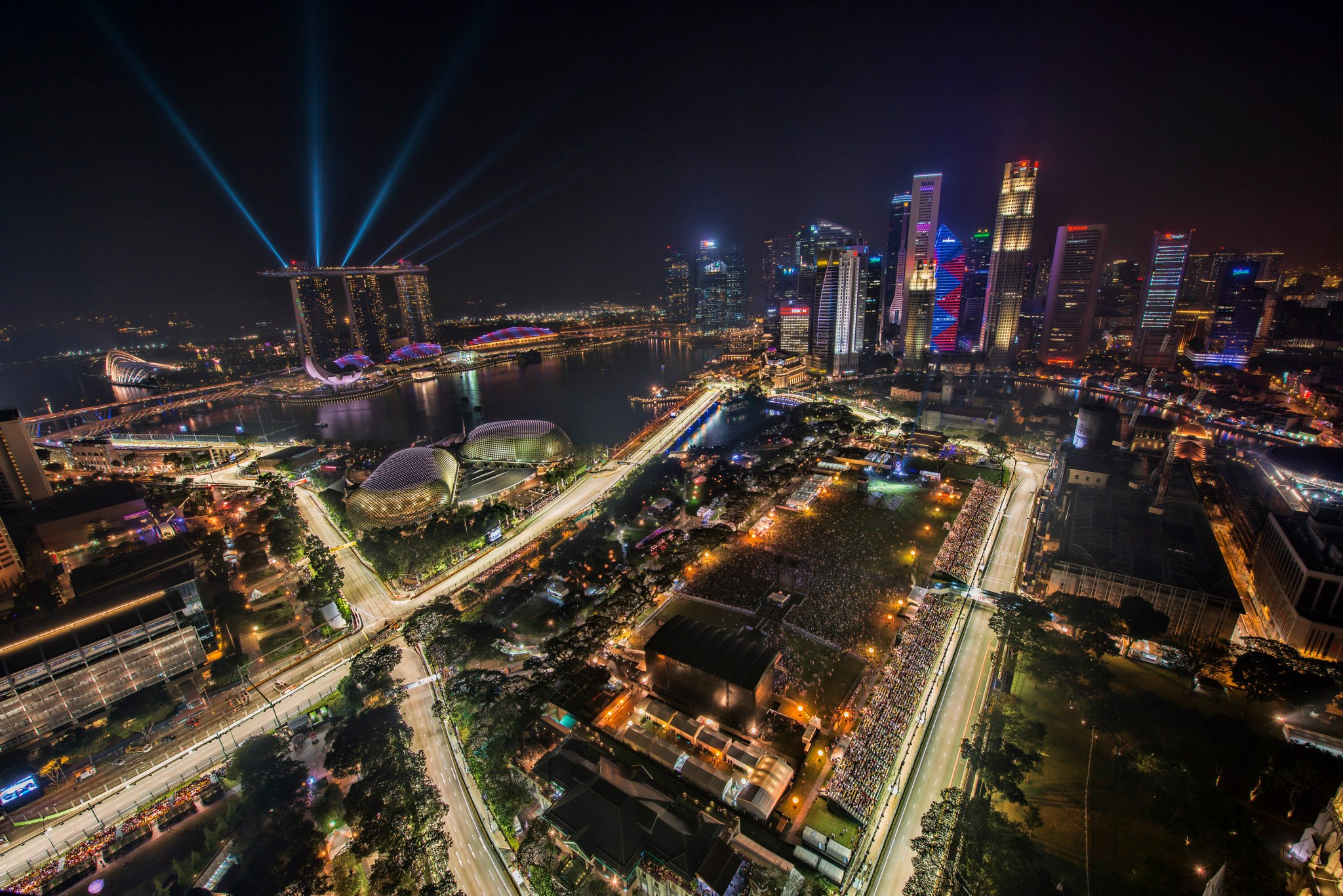
Vista del circuito nocturno del Gran Premio de Singapur de Fórmula 1

Los deportes acuáticos son algunos de los más populares en Singapur. En los Juegos Olímpicos de Río de Janeiro 2016, Joseph Schooling ganó la primera medalla de oro olímpica de Singapur, con la mariposa de los cien metros en un nuevo tiempo récord olímpico de 50.39 segundos. Los regatistas de Singapur han tenido éxito en el escenario internacional, y su equipo Optimist está considerado entre los mejores del mundo. A pesar de su tamaño, el país ha dominado las competiciones de natación en los Juegos del Sudeste Asiático. Su equipo masculino de waterpolo ganó la medalla de oro de los SEA Games por 27.ª vez en 2017, continuando con la racha ganadora más larga del deporte de Singapur. Singapur fue sede de los Juegos Olímpicos de la Juventud de Verano de 2010, en los que 3600 atletas de 204 países compitieron en 26 deportes. La isla alberga ONE Championship, la mayor promoción de artes marciales mixtas de Asia. El equipo de tenis de mesa femenino de Singapur fue medallista de plata en los Juegos Olímpicos de Pekín 2008. Se convirtieron en campeones del mundo en 2010 cuando derrotaron a China en el Campeonato Mundial de Tenis de Mesa por Equipos en Rusia, rompiendo la racha de 19 años de victorias de China. El levantador de pesas Tan Howe Liang fue el primer medallista olímpico de Singapur, ganando una plata en los Juegos de Roma de 1960.
La liga de fútbol de Singapur, la Premier League de Singapur, se lanzó en 1996 como la Liga S. y está formada por nueve clubes, incluidos dos equipos extranjeros. Los Singapore Slingers, anteriormente Hunter Pirates de la Liga Nacional de Baloncesto de Australia, es uno de los equipos inaugurales de la Liga de Baloncesto de la ASEAN, que fue fundada en octubre de 2009. El hipódromo de Kranji está dirigido por el Singapore Turf Club y alberga varias reuniones por semana, incluidas carreras internacionales, en particular la Copa Internacional de Singapore Airlines.
Singapur comenzó a albergar una ronda del Campeonato Mundial de Fórmula 1, el Gran Premio de Singapur en el circuito de Marina Bay Street en 2008. Fue la carrera nocturna inaugural de F1, y la primera carrera callejera de F1 en Asia. Se considera un evento emblemático en el calendario de F1.